# Wake Up, Girls!シリーズのディスコグラフィ
Wake Up, Girls!シリーズのディスコグラフィでは、声優ユニット『Wake Up, Girls!』とアニメ『Wake Up, Girls!』シリーズの楽曲について記述する。

## シングル

### 7 Girls War
『7 Girls War』はWake Up, Girls!のデビューシングルのひとつ。2014年2月26日にエイベックス・マーケティングから発売された。レーベルはDIVE II entertainment。規格品番はCD＋DVD版がAVCA-74092/B、CD版がAVCA-74093。『言の葉 青葉』と同日に発売された。

#### 概要
『7 Girls War』は声優ユニットWake Up, Girls!のデビューシングルで、テレビアニメ『Wake Up, Girls!』のオープニングテーマ。なお、デビュー曲はテレビアニメ『Wake Up, Girls!』の前日譚であり、テレビアニメの放映開始日と同日に劇場公開された劇場用アニメ『Wake Up, Girls! 七人のアイドル』のテーマ曲（エンディングテーマ）である『タチアガレ!』である。
本シングルは、CD+DVD版と、CD版の2系統が発売され、CD+DVD版のジャケットは表は実写版、裏はキャラクターデザイン近岡直によるイラストジャケット（CD版と共通）、CD版は表は近岡直によるイラストジャケット（CD+DVD版と共通）、裏は実写版のジャケットになっている。DVDには7 Girls Warのミュージックビデオとテレビアニメ『Wake Up, Girls!』のノンテロップオープニング映像が収録されている。

#### 解説
7 Girls War
『7 Girls War』はテレビアニメ『Wake Up, Girls!』のオープニングテーマである。オープニングテーマとしては初放映時には第3話から使用されているが、映像に大幅なリテイクの施されたパッケージ版では第1話から使用されている。現在、各種映像配信サービスで見ることのできる映像はリテイク前のテレビ放映版と同じ映像であるが、2014年10月にパッケージ版を放送したAT-Xや、市販のBlu-ray収録版等では第1話から使用されているものを見ることができる。『Wake Up, Girls!』の劇中ではテレビシリーズの第11話においてWake Up, Girls!の持ち曲であった「極上スマイル」を早坂相の独断によりI-1clubに譲り渡した代わりにWake Up, Girls!に新たに提供された楽曲で、七瀬佳乃（青山吉能）がセンターとなっている。
デビュー曲の『タチアガレ!』に続き、『7 Girls War』は神前暁が制作を担当したが、制作中に神前が休養することになったため、神前が残したワンコーラスのメロディと簡単なコードを元に田中秀和が完成させたエピソードを明かされている。編曲はクレジットの通り田中が担当している。以後、田中を始めとするMONACAの作曲家陣がWake Up, Girls!を担当することとなり、プロジェクト発足時の中心メンバーである神前暁が直接的に楽曲に携わるのは、Wake Up, Girls!の解散発表後に発表された『さようならのパレード』まで待つこととなった。
ライブでは2014年2月9日の「ワンダーフェスティバル2014冬」内のブース「WONDERFUL HOBBY LIFE FOR YOU!! 19」でのステージのプログラム「Wake Up, Girls！ WFスペシャルステージ」で初披露された。
間奏中のダンスは超人大会と呼ばれており、メンバー各人がなんらかの技を披露すると場なっている。その中で当初は永野愛理と高木美佑がステージの左右から側転を行っていたが、ライブでヘッドセットではなくハンディマイクを使うようになってからはターンをしつつ移動するよう変更された。2017年や、2018年の舞台『Wake Up, Girls!』ではオリジナルの側転が披露された。
7 Girls War ミュージックビデオ
『7 Girls War』のミュージックビデオは2013年12月25日頃に仙台市にて撮影された。ロケ地は仙台市の榴岡公園野外音楽堂やサンモール一番町、仙台市立仙台高等学校などである。
ミュージックビデオはCD+DVD盤に付属のDVDや、ベストアルバムに付属のBlu-rayで販売されているだけでなく、ダウンロード販売サービスや、一部のサブスクリプションサービスでもフルサイズのバージョンが配信されていたが、2019年12月にはYouTubeで配信されていたものが無償公開となった。
16歳のアガペー
『16歳のアガペー』はテレビアニメ『Wake Up, Girls!』第5話の挿入歌で、林田藍里（永野愛理）がセンターの曲となっている。永野愛理が大学で哲学を先行していたこともあり、ギリシャ語で無償の愛を意味し、哲学においても論じられる「アガペー」という語がタイトルに使用されている。
劇中では第4話において『タチアガレ!』に引続きTwinkleに制作を依頼し、第5話において2014年5月25日にライブハウスMACANAで開催された単独ライブのラストに披露している。このライブはI-1clubの仙台シアターの杮落しの裏で、観客も少なく、また、ミスも多いものであった。
現実のライブでは2014年4月27日に開催されたWake Up, Girls!初の単独イベント「Wake Up,Girls! FESTA.『イベント、やらせてください！』」にて初めて披露された。
収録曲
1. 7 Girls War
  - 歌：Wake Up, Girls!【吉岡茉祐、永野愛理、田中美海、青山吉能、山下七海、奥野香耶、高木美佑】
  - 作詞 - 辛矢凡 / 作曲 - 神前暁（MONACA）・田中秀和（MONACA）/ 編曲 - 田中秀和（MONACA）
  - テレビアニメ『Wake Up, Girls!』オープニングテーマ

2. 16歳のアガペー
  - 歌：Wake Up, Girls!
  - 作詞 - 只野菜摘 / 作曲・編曲 - 広川恵一（MONACA）
  - テレビアニメ『Wake Up, Girls!』第5話挿入歌

3. 7Girls War （Instrumental）
4. 16歳のアガペー （Instrumental）

### 言の葉 青葉
『言の葉 青葉』はWake Up, Girls!のデビューシングルのひとつ。2014年2月26日にエイベックス・マーケティングから発売された。レーベルはDIVE II entertainment。規格品番はAVCA-74094B、CD版がAVCA-74095。『7 Girls War』と同日に発売された。
オープニング『7 Girls War』と同じくCD+DVD版と、CD版の2系統が発売され、CD+DVD版のジャケットは表は実写版、裏はキャラクターデザイン近岡直によるイラストジャケット（CD版の表と共通のイラスト）、CD版は表は近岡直によるイラストジャケット（CD+DVD版の裏と共通）、裏は実写版のジャケットになっている。
CD+DVD版のDVDには言の葉 青葉のミュージックビデオとテレビアニメ『Wake Up, Girls!』のノンテロップエンディング映像が収録されている。

#### 解説
言の葉 青葉
表題曲の『言の葉 青葉』はTVアニメ2014年1月11日（1月10日深夜）から放送された『Wake Up, Girls!』のエンディングテーマ曲で、1話から最終話まで使用された。
ライブでは秋葉原UDXにてテレビアニメ放映開始前の2013年12月29日に開催された『Wake Up, Girls! スペシャルイベント 炎の七番勝負 ヤマカン出てこいやー！』にて初披露された。
2016年3月27日からは宮城県とアニメ『Wake Up, Girls!』とのコラボによる観光PR事業「Wake Up, 宮城！触れ愛プロジェクト」をきっかけに、仙台空港アクセス線の仙台空港駅の発車メロディーとして『言の葉 青葉』のイントロのオルゴールアレンジが使用されている。
声優ユニットWake Up, Girls!の最後のライブツアー「Wake Up, Girls！FINAL TOUR -HOME-」の岩手公演では、岩手出身の奥野香耶の企画により、岩手と東京を拠点に活動している混声合唱団「イーハトーヴシンガーズ」とWake Up, Girls!による合唱が披露された。Wake Up, Girls!の解散後も、イーハトーヴシンガーズの演奏会において「言の葉 青葉」は披露され続けている。
言の葉 青葉 ミュージックビデオ
『言の葉 青葉』のミュージックビデオは2013年12月25日頃に仙台市にて撮影された。撮影は仙台市の定禅寺通のせんだいメディアテーク前のケヤキ並木にて、SENDAI光のページェントを背景にワンカットにて行われた。同様のワンカットでの撮影は『Wake Up, Girls! 新章』のエンディングテーマである『雫の冠』でもおこなわれた。
ミュージックビデオは『言の葉 青葉』のシングルのCD+DVD版のDVDや、アルバム『Wake Up, Best!』や『Wake Up, Best! MEMORIAL』のBlu-rayにフルバージョンが収録されている。有料のダウンロード販売サービスや定額配信サービスでも配信されていたが、2019年12月に、YouTube Premiumで配信されていたものが無償で公開されるようになった。
太陽曰く燃えよカオス 岡本未夕 ver.
『太陽曰く燃えよカオス 岡本未夕 ver.』はTVアニメ『這いよれ! ニャル子さん』のオープニング曲のカバーとなっている。岡本未夕（高木美佑）によるソロ曲で、テレビアニメの第2話において、岡本未夕がアルバイト先の「メイド in 仙台」にてステージで歌っている。『這いよれ! ニャル子さん』は『Wake Up, Girls!』とプロデューサーや音楽プロデューサー、作曲家陣が共通している。

#### 収録曲
1. 言の葉 青葉
  - 歌：Wake Up, Girls!【吉岡茉祐、永野愛理、田中美海、青山吉能、山下七海、奥野香耶、高木美佑】
  - 作詞 - 只野菜摘 / 作曲・編曲 - 岡部啓一（MONACA）
  - テレビアニメ『Wake Up, Girls!』エンディングテーマ

2. 太陽曰く燃えよカオス
  - 歌：岡本未夕（高木美佑）
  - 作詞 - 畑亜貴 / 作曲・編曲 - 田中秀和（MONACA）
  - テレビアニメ『Wake Up, Girls!』第2話挿入歌、カバー曲

3. 言の葉 青葉 （Instrumental）
4. 太陽曰く燃えよカオス （Instrumental）

### 少女交響曲
『少女交響曲』は声優ユニットWake Up, Girls!の3枚目のシングル。2015年8月26日に発売。発売・販売元はエイベックス・ピクチャーズ。レーベルはDIVE II entertainment。規格品番はCD＋DVD版がEYCA-10554/B、CD版がEYCA-10555。
これまでのWake Up, Girls!のシングルと同じくCD+DVD版と、CD版の2系統が発売され、CD+DVD版のジャケットは表は実写版、裏は伊礼えりによるイラストジャケット（CD版と共通）、CD版は表も裏もは伊礼えりによるイラストジャケット（CD+DVD版と共通）になっている。

#### 解説
少女交響曲
『少女交響曲』は『Wake Up, Girls! 青春の影』（『Wake Up, Girls! 続・劇場版 前篇』)の主題歌である。2014年の2枚のデビューシングル以来、Wake Up, Girls!としての新曲の発売は1年半ぶりであった。
2015年6月20日に開催された「オーディオブック『小説版Wake Up, Girls！それぞれの姿』発売記念イベント」において『少女交響曲』の発売とジャケットのビジュアルと、ライブでの初披露が『Wake Up, Girls！ 2nd Live Tour 「行ったり来たりしてごめんね！」の初日、2015年7月20日の大阪公演であることが発表された。その大阪昼公演では本シングルのカップリング曲である『素顔でKISS ME』のほか、ライブ用に書き下ろされた『地下鉄ラビリンス』『セブンティーン・クライシス』もまた初披露され、持ち歌の少なかった声優ユニットのWake Up, Girls!にとっては大きなステップとなった。
2015年9月には仙台と東京の池袋、新宿で、本楽曲をテーマソングとする劇場用アニメ『Wake Up, Girls! 青春の影』の舞台挨拶が開催されたが、9月27日の3回の舞台挨拶では本編上映後に劇場内においてミニライブも行われ、『少女交響曲』と『7 Girls War』が披露された。映画の上映とライブを同じ劇場内にて行なう形式は『Wake Up, Girls!』の原案・監督である山本寛が当初から構想していたとそのイベントにおいて語っている。
少女交響曲 ミュージック・ビデオ
CD+DVD版のDVD、Wake Up, Best!やWake Up, Best! MEMORIALには少女交響曲のミュージックビデオのフルバージョンが収録されている。ダウンロード販売やストリーミングでのフルバージョンの販売・公開は行われていない。
2015年7月24日に『わぐばん!』第3回にて一部が初披露された。この回の『わぐばん!』の動画配信サイトでの配信を待って、YouTubeで試聴動画が公開された。
撮影は下北沢（ピーコックストア下北澤店がテナントとして入っているビルとその隣のビルの屋上）、渋谷（改良湯のコインランドリー、宮下公園、神宮前六丁目歩道橋、四反道跨線人道橋）、新宿（新宿中央公園）、川崎（中原平和公園 野外音楽堂）などでおこなわれた。
素顔でKISS ME
本シングルのカップリング曲として収録されている『素顔でKISS ME』は『Wake Up, Girls! 青春の影』の挿入歌。劇中ではbvexから発売されたWake Up, Girls!のメジャーデビュー後の2枚目シングルの表題曲（デビューシングルは『7 Girls War』）という設定である。作中ではWake Up, Girls!には似つかわしくない曲として描写されて売り上げも芳しくなく、メジャーデビュー後の困難に直面するきっかけとなる楽曲である。
劇場公開前のプロモーションとして2015年9月10日に架空のレコード会社であるbvexのサイトを模した『素顔でKISS ME』の宣伝ページが公開され、また、その衣装を着用したキャラクターのイラスト使用した『Wake Up, Girls! 青春の影』のシアター限定盤のジャケットが公開された。また、声優ユニットのWake Up, Girls!がbvexの所属アーティストとしてキャラクターの声色で語る素顔でKISS MEの告知動画も公開された。同日に発売された『月刊ニュータイプ 2015年10月号』や、そのウェブメディアであるWebNewtypeでもbvexや素顔でKISS MEをキーにした『Wake Up, Girls! 青春の影』のプロモーションが展開された。
これらは劇中のプロモーションを、あたかも現実のプロモーションであるかのように再現しているという事情を察していない人にとっては、Wake Up, Girls!がそれまでの方向性とは異なる、ひいては迷走しているかの印象を与え、ソーシャルメディアやまとめサイトなどでは、作品、および、声優ユニットの『Wake Up, Girls!』がおかしな方向性に進み始めたと半ば嘲笑的に取り上げられるまでになった。しかし、それらは『Wake Up, Girls! 青春の影』でも描かれている架空のアイドルユニットである『Wake Up, Girls!』への作中世界での冷たい反応を現実に先取りするものとなっていた。

#### 収録曲
1. 少女交響曲 【5:26】
  - 歌：Wake Up, Girls!【吉岡茉祐、永野愛理、田中美海、青山吉能、山下七海、奥野香耶、高木美佑】
  - 作詞 - 辛矢凡 / 作・編曲 - 田中秀和（MONACA）
  - 続・劇場版 前篇『Wake Up, Girls! 青春の影』主題歌

2. 素顔でKISS ME【4:29】
  - 歌：Wake Up, Girls!
  - 作詞 - 只野菜摘 / 作曲 - 田中秀和（MONACA） / 編曲 - 広川恵一（MONACA）
  - 続・劇場版 前篇『Wake Up, Girls! 青春の影』挿入歌

3. 少女交響曲 （Instrumental） 【5:26】
4. 素顔でKISS ME （Instrumental）【4:29】

### Beyond the Bottom
『Beyond the Bottom』はWake Up, Girls!としての4枚目のシングル。2015年12月9日に発売。発売・販売元はエイベックス・ピクチャーズ。レーベルはDIVE II entertainment。規格品番はCD＋DVD版がEYCA-10571/B、CD版がEYCA-10572。
これまでのWake Up, Girls!のシングルと同じくCD+DVD版と、CD版の2系統が発売され、CD+DVD版のジャケットは表裏はともに実写版、CD版は表も裏もはイラストジャケットになっている。CD+DVD版の実写によるジャケットは神奈川県三浦市初声町三戸の畑付近にて撮影された。

#### 解説
Beyond the Bottom
表題曲の『Beyond the Bottom』は、この曲をテーマソングとする『Wake Up, Girls! 続・劇場版後篇』こと『Wake Up,Girls! Beyond the Bottom』のタイトルと同一となっている。作詞はデビュー曲『タチアガレ!』以来、『7 Girls War』『少女交響曲』と主要なテーマ曲を担当してきた辛矢凡であるが、この曲がWake Up, Girls!に対して提供した最後の曲となった。歌詞の特徴としては、それまでの曲では一人称が「私」であったのが、この曲では「僕」となっている。
『Wake Up, Girls! Beyond the Bottom』の2015年12月11日の舞台挨拶でも前篇の『青春の影』と同様、上映とミニライブが同じ劇場内でおこなわれ、『Beyond the Bottom』の初披露となった。
Beyond the Bottomのミュージックビデオ
Beyond the BottomのミュージックビデオのフルサイズはシングルのCD+DVD版のDVD、『Wake Up, Best!2』のCD＋Blu-ray版、『Wake Up, Best! MEMORIAL』のBlu-rayに収録されている。ダウンロード販売サービスや、定額配信サービスではフルサイズは販売・配信されておらず、YouTubeでは試聴用動画がアップロードされているのみである。
撮影は東京都港区の五色橋ビル（旧DSKビル）、江東区のシンボルプロムナード公園 滝の広場、品川区の潮風公園でおこなわれた。
地下鉄ラビリンス
地下鉄ラビリンスは、ライブ用に書き下ろされ、Wake Up, Girls! 2nd LIVE TOURの初日、2015年7月20日の大阪公演で初披露された。Wake Up, Girls!の曲。振付は永野愛理が担当した。永野愛理はタンバリンも担当しているが、使用しているのは永野愛理が所有するタンバリンである。

#### 収録曲
1. Beyond the Bottom 【5:26】
  - 歌：Wake Up, Girls!【吉岡茉祐、永野愛理、田中美海、青山吉能、山下七海、奥野香耶、高木美佑】
  - 作詞 - 辛矢凡 / 作・編曲 - 田中秀和（MONACA）
  - 続・劇場版 後篇『Wake Up, Girls! Beyond the Bottom』主題歌

2. 地下鉄ラビリンス【5:36】
  - 歌：Wake Up, Girls!【吉岡茉祐、永野愛理、田中美海、青山吉能、山下七海、奥野香耶、高木美佑】
  - 作詞 - 只野菜摘 /作・編曲 - 広川恵一（MONACA）

3. Beyond the Bottom （Instrumental） 【5:26】
4. 地下鉄ラビリンス （Instrumental）【5:35】

### 僕らのフロンティア
『僕らのフロンティア』はWake Up, Girls!としての5枚目のシングル。2016年11月25日に発売。発売・販売元はエイベックス・ピクチャーズ。レーベルはDIVE II entertainment。規格品番はCD＋DVD版がEYCA-11145/B、CD版がEYCA-11146。カップリング曲として『タイトロープ ラナウェイ』『outlander rhapsody』の2曲が収録されている。
これまでのWake Up, Girls!のシングルと同じくCD+DVD版と、CD版の2系統が発売され、CD+DVD版のジャケットは表裏ともに実写版、CD版はタイアップとなる「灼熱の卓球娘」のイラストジャケットになっている。

#### 解説
僕らのフロンティア
『僕らのフロンティア』はテレビアニメ『灼熱の卓球娘』のエンディングテーマであり、声優ユニット『Wake Up, Girls!』がアニメ『Wake Up, Girls!』以外の作品で初のタイアップとなった曲である。『灼熱の卓球娘』のメインキャラクターの上矢あがり役として、メンバーの田中美海が、他にも佐々木さつきや日本一役として奥野香耶、吉川よもぎ役として高木美佑、由良木ゆら役として青山吉能が出演していたが、作品自体には『Wake Up, Girls!』との関係性はない。本楽曲のセンターは灼熱の卓球娘のメインキャストである田中美海である。
『僕らのフロンティア』が発表された2016年はアニメーション作品である『Wake Up, Girls!』の展開がなかった年であり、作品と密接に結びついていた声優ユニットの『Wake Up, Girls!』にとっても活動を模索していく時期の中にあった。そのため、別作品とのタイアップといった未開拓の展開が受け入れられるのか、メンバーにとっても不安があったという。文字どおり、Wake Up, Girls!にとっても新たな「フロンティア」となった。
『僕らのフロンティア』という楽曲や、それをWake Up, Girls!が歌うこと、『灼熱の卓球娘』のタイアップ曲であることは、2016年8月28日に開催された「Wake Up, Girls！ 3rd LIVE TOUR あっちこっち行くけどごめんね！」の東京での千秋楽公演のアンコールでサプライズとして発表された。
僕らのフロンティア ミュージックビデオ
『僕らのフロンティア』のミュージックビデオのフルサイズはCD+DVD版のDVD、Wake Up, Best!3のCD+Blu-ray版のBlu-ray、Wake Up, Best! MEMORIALのBlu-rayに収録されている。また、ダウンロード配信サービスや、一部の定額配信サービスでも販売・配信されている。YouTubeにおいてもYouTube Premium契約者向けに配信されていたが、2019年12月に無償公開に切り替わった。
ミュージックビデオ中では「灼熱の卓球娘」という学校の卓球部を舞台にした作品にちなみ、学校での様々な部活に関わるメンバーが描かれている。一部の部活動は各メンバーが実際に学生時代にやってたことや、得意なことにちなんでいる。撮影は千葉県鴨川市の文理開成高等学校と、その付近で行われている。
タイトロープ ラナウェイ
『タイトロープ ラナウェイ』は永野愛理、田中美海、高木美佑の3人によるユニット曲。2016年7月17日に開催された「Wake Up, Girls！ 3rd LIVE TOUR あっちこっち行くけどごめんね！」初日の千葉公演でサプライズで披露された。
outlander rhapsody
『outlander rhapsody』は吉岡茉祐、青山吉能、山下七海、奥野香耶の4人によるユニット曲。2016年7月17日に開催された「Wake Up, Girls！ 3rd LIVE TOUR あっちこっち行くけどごめんね！」初日の千葉公演でサプライズで披露された。

#### 収録曲
1. 僕らのフロンティア 【4:40】
  - 歌：Wake Up, Girls!【吉岡茉祐、永野愛理、田中美海、青山吉能、山下七海、奥野香耶、高木美佑】
  - 作詞 - 只野菜摘 /作・編曲 - 広川恵一（MONACA）
  - 灼熱の卓球娘EDテーマ

2. タイトロープ ラナウェイ【4:42】
  - 歌：Wake Up, Girls!【永野愛理、田中美海、高木美佑】
  - 作詞 - 只野菜摘 /作・編曲 - 永谷たかお
  - 3rdライブツアー初披露曲

3. outlander rhapsody【4:24】
  - 歌：Wake Up, Girls!【吉岡茉祐、青山吉能、山下七海、奥野香耶】
  - 作詞 - 只野菜摘 /作・編曲 - 永谷たかお
  - 3rdライブツアー初披露曲

4. 僕らのフロンティア（Instrumental）【4:40】
5. タイトロープ ラナウェイ（Instrumental）【4:42】
6. outlander rhapsody（Instrumental）【4:24】

### 恋?で愛?で暴君です!
『恋?で愛?で暴君です!』はWake Up, Girls!の6枚目のシングル。2017年5月24日に発売。発売・販売元はエイベックス・ピクチャーズ。レーベルはDIVE II entertainment。規格品番はCD＋DVD版がEYCA-11382/B、CD版がEYCA-11384。

#### 解説
恋?で愛?で暴君です!
『恋?で愛?で暴君です!』はテレビアニメ『恋愛暴君』のオープニングテーマ。『恋愛暴君』ではWake Up, Girls!のリーダー、青山吉能がメインヒロインの一人、グリを演じた。
作詞には畑亜貴が起用されているが、Wake Up, Girls!全員で歌う曲で辛矢凡や只野菜摘以外が担当しているのはこの曲が唯一であるが、アニメ『Wake Up, Girls!』関連では岡本未夕（高木美佑）がカバーしているテレビアニメ『這いよれ! ニャル子さん』のテーマソング『太陽曰く燃えよカオス 岡本未夕 ver.』がある。作曲者はいずれも田中秀和である。
2020年1月3日にBS11で放送されたアニメソングをテーマにした音楽番組『Anison Days』第130回にて、作曲家の田中公平がこの曲に衝撃を受け、田中秀和が気になっている存在になったと語っている。
恋?で愛?で暴君です! ミュージックビデオ
『恋?で愛?で暴君です!』のミュージックビデオのフルサイズはCD+DVD版のDVD、アルバム『Wake Up, Best!3』や『Wake Up, Best! MEMORIAL』のBlu-rayに収録されている。また、ダウンロード配信サービスや、一部の定額配信サービスでも販売・配信されている。YouTubeにおいてもYouTube Premium契約者向けに配信されていたが、2019年12月に無償公開に切り替わった。
撮影は千葉県市川市のアミューズメントパーク大慶園で行われた。
ゆき模様 恋のもよう
カップリング曲のひとつ、『ゆき模様 恋のもよう』は、2017年1月に上演された舞台「Wake Up, Girls！ 青葉の記録」の劇中歌として舞台上で披露された。上演初日に初披露された。劇中ではTwinkleの持ち歌を7人で歌うというシーンで登場している。設定上は『16歳のアガペー』と同じ作曲者である。
TUNAGO

#### 収録曲
1. 恋?で愛?で暴君です!【4:01】
  - 歌：Wake Up, Girls!【吉岡茉祐、永野愛理、田中美海、青山吉能、山下七海、奥野香耶、高木美佑】
  - 作詞 - 畑亜貴 /作・編曲 - 田中秀和（MONACA）
  - 恋愛暴君OPテーマ

2. ゆき模様 恋のもよう【4:45】
  - 歌：Wake Up, Girls!【吉岡茉祐、永野愛理、田中美海、青山吉能、山下七海、奥野香耶、高木美佑】
  - 作詞 - 只野菜摘 /作・編曲 - 広川恵一（MONACA）
  - 舞台「Wake Up, Girls！ 青葉の記録」披露曲

3. TUNAGO【5:47】
  - 歌：Wake Up, Girls!【吉岡茉祐、永野愛理、田中美海、青山吉能、山下七海、奥野香耶、高木美佑】
  - 作詞 - 只野菜摘 /作・編曲 - 広川恵一（MONACA）
  - イオン東北「にぎわい東北」イメージソング

4. 恋?で愛?で暴君です!（Instrumental）【4:01】
5. ゆき模様 恋のもよう（Instrumental）【4:45】
6. TUNAGO（Instrumental）【5:45】

#### TUNAGO
『TUNAGO』はWake Up, Girls!の曲で、2017年3月のイオンリテール 東北カンパニーのキャンペーン「にぎわい東北」のイメージソング。2017年5月24日に発売されたシングル『恋?で愛?で暴君です!』のカップリング曲として発売された。
解説
Wake Up, Girls!は2016年からイオン東北（イオンリテール 東北カンパニー）とタイアップを行い、テレビCMへの出演や店内放送などを担当してきた。
2017年3月4日にタイアップの一環として埼玉県越谷市のイオンレイクタウンの店内で開催されたイベント「にぎわい東北 presents Wake Up, Girls！in レイクタウン ミニライブ＆お渡し会」にて、「にぎわい東北」のイメージソングとしてWake Up, Girls!の新曲『TUNAGO』が使用されることが発表され、同年3月17日からテレビCMやイオンの店内放送で流された。
ライブでの初披露は岩手県盛岡市で2017年3月26日に開催されたライブ「イオンpresents がんばっぺ岩手！Wake Up, Girls！チャリティ・ミニコンサート」だった。このライブは2016年の台風10号の被害からの復興を支援するためのチャリティとして開催され、イオンの「にぎわい東北福袋」の体験型福袋のひとつとして抽選申込を受け付けた。
曲名がヘボン式ローマ字で7文字の「TSUNAGO」ではなく、「訓令式ローマ字の6文字の「TUNAGO」となっているのは、東北6県の「6」にちなんでいる。
振付はWake Up, Girls!のメンバーである永野愛理が担当している。曲中、全員が横一列に並ぶところでは、センターに熊本出身の青山吉能、岩手出身の奥野香耶、宮城出身の永野愛理と、大きな災害に見舞われた地域の出身者が配されている。
ミュージックビデオ
『TUNAGO』のミュージックビデオは、『TUNAGO』を初めて収録したシングル『恋?で愛?で暴君です!』には収録されていない。2018年3月28日に発売されたベストアルバム『Wake Up, Best!3』のCD+Blu-ray版や、2019年1月23日に発売されたベストアルバム『Wake Up, Best! MEMORIAL』のBlu-rayに収録されている。また、ダウンロード配信サービスや、一部の定額配信サービスでも販売・配信されている。YouTubeにおいてもYouTube Premium契約者向けに配信されていたが、2019年12月に無償公開に切り替わった。
ミュージックビデオの初披露はベストアルバム『Wake Up, Best!3』に収録されて初めてリリースされる前、2017年の夏に開催されたライブツアー「Wake Up, Girls! 4th LIVE TOUR ごめんねばっかり言ってごめんね！」のステージ用の映像として、初日（2017年7月23日）の大阪公演にて初披露された。このステージ用映像はツアーの千秋楽、2017年9月16日の東京公演が収録されたBlu-rayのパッケージにて今でもある程度見ることができる。なお、映像に手書きの歌詞が重ねられていること、映像の最後に添えられているメッセージの文面、の2点がリリースされたミュージックビデオとは異なっている。この4th LIVE TOURはテーマとして「TUNAGO」を掲げ、ニコニコ生放送とYouTubeのライブダムカンパニーチャンネルで配信されたツアー直前の2017年7月7日のインターネット生放送番組、「Wake Up, Girls！４th LIVE TOUR直前生放送 彦星さま、私たちを見つけてね☆」にて振りの一部を事前公開し、来場者と一緒に同じ振りをすることを呼びかけた。生放送後には改めて振付動画がYouTubeにも公開された。

### 7 Senses
『7 Senses』はWake Up, Girls!の7枚目のシングル。2017年11月29日に発売。発売・販売元はエイベックス・ピクチャーズ。レーベルはDIVE II entertainment。規格品番はCD＋DVD版がEYCA-11598/B、CD版がEYCA-11599。『雫の冠』も同日に発売された。

#### 解説
7 Senses
『7 Senses』はテレビアニメ『Wake Up, Girls! 新章』のオープニングテーマ。
放送に先駆け、「Wake Up, Girls! 4th LIVE TOUR ごめんねばっかり言ってごめんね！」の初日（2017年7月23日）の大阪公演にて初披露された。
前作のOP「7 Girls War」と同様、曲中に（吉岡茉祐以外の）各メンバーのコールが入りやすい曲作りになっている。披露回数が増えるにつれ、吉岡茉祐のファンを中心に呼びかけがなされるなどして、吉岡茉祐に対してもコールが入るようになった。
2018年12月22日に開催された『Wake Up, Girls! FINAL TOUR - HOME - ～ PART II FANTASIA ～』の千秋楽の神奈川県横須賀市での公演において、2019年3月8日にさいたまスーパーアリーナで『Wake Up, Girls！ FINAL LIVE ～想い出のパレード～』と題するWake Up, Girls!にとって最大規模の会場での最後のライブが発表された。以後、解散までの間、この曲の歌詞にある「約束の地」「約束の時」は「さいたまスーパーアリーナ」「3月8日」を象徴する言葉となった。
7 Senses ミュージックビデオ
『7 Senses』のミュージックビデオのフルサイズはCD+DVD版のDVD、アルバム『Wake Up, Best!3』や『Wake Up, Best! MEMORIAL』のBlu-rayに収録されている。また、ダウンロード配信サービスや、一部の定額配信サービスでも販売・配信されている。YouTubeにおいてもYouTube Premium契約者向けに配信されていたが、2019年12月に無償公開に切り替わった。
ロケは2017年10月22日、23日に仙台市内の仙台駅西口前のペデストリアンデッキ、仙台市地下鉄東西線の国際センター駅、お茶の井ヶ田 一番町本店と付近のぶらんど〜む一番町、日立システムズホール仙台で行われた。22日夜には『雫の冠』のロケも行われている。おりからの台風21号の風雨の影響を受けながら撮影された。
内容は『Wake Up, Girls! 新章』において、ユニットの活動とは別に個々のメンバーがそれぞれの仕事を行なう描写があったこととリンクしたものとなっている。
タチアガレ！6人ver.
『タチアガレ！6人ver.』は映画『Wake Up, Girls! 七人のアイドル』の挿入歌。作中で島田真夢（吉岡茉祐）が加入する前の6人のWake Up, Girls!で歌っている。2014年2月28日にリリースされた同映画のシアター限定盤のBlu-rayの特典CDとしてリリースされていたものを、本シングルのカップリング曲として収録した。

#### 収録曲
1. 7 Senses【5:27】
  - 歌：Wake Up, Girls!【吉岡茉祐、永野愛理、田中美海、青山吉能、山下七海、奥野香耶、高木美佑】
  - 作詞 - 只野菜摘 / 作・編曲 - 田中秀和（MONACA）
  - Wake Up, Girls!新章OPテーマ

2. タチアガレ！6人ver.【4:54】
  - 歌：Wake Up, Girls!(6人)【永野愛理、田中美海、青山吉能、山下七海、奥野香耶、高木美佑】
  - 作詞 - 辛矢凡 / 作・編曲 - 神前暁（MONACA）

3. 7 Senses （Instrumental）【5:27】
4. タチアガレ！6人ver. （Instrumental）【4:54】

### 雫の冠
Wake Up, Girls!としての8枚目のシングル。2017年11月29日に発売。発売・販売元はエイベックス・ピクチャーズ。レーベルはDIVE II entertainment。規格品番はCD＋DVD版がEYCA-11600/B、CD版がEYCA-11601。
4thライブツアーにて初披露され、表題曲の雫の冠はWake Up, Girls!新章のEDとテーマとなっている。
前作のED「言の葉 青葉」を意識した曲調になっている。作編曲を担当する岡部啓一はWake Up, Girls!としては「言の葉 青葉」以来となる。
収録曲
1. 雫の冠【5:08】
  - 歌：Wake Up, Girls!【吉岡茉祐、永野愛理、田中美海、青山吉能、山下七海、奥野香耶、高木美佑】
  - 作詞 - 只野菜摘 / 作・編曲 - 岡部啓一（MONACA）
  - Wake Up, Girls!新章EDテーマ

2. 同じ夢を見てる【5:37】
  - 歌：ミツキとヨウコ【大坪由佳、吉岡茉祐】
  - 作・詞曲 - 吉田詩織 / 編曲 - 久下真音
  - テレビアニメ『Wake Up, Girls!新章』第5話挿入歌

3. 雫の冠 （Instrumental）【5:08】
4. 同じ夢を見てる （Instrumental）【5:37】

### スキノスキル
Wake Up, Girls!としての9枚目のシングル。2018年2月28日に発売。発売・販売元はエイベックス・ピクチャーズ。レーベルはDIVE II entertainment。規格品番はCD＋DVD版がEYCA-11832/B、CD版がEYCA-11833。
これまでのWake Up, Girls!のシングルと同じくCD+DVD版と、CD版の2系統が発売され、CD+DVD版のジャケットは表裏ともに実写版、CD版はタイアップとなる「デスマーチからはじまる異世界狂想曲」のイラストジャケットになっている。
CD+DVD版のDVDにはスキノスキルのミュージックビデオが収録されている。
表題曲のスキノスキルはケルト音楽の要素を取り入れたエスニックテイストな楽曲となっている。
収録曲
1. スキノスキル
  - 歌：Wake Up, Girls!【吉岡茉祐、永野愛理、田中美海、青山吉能、山下七海、奥野香耶、高木美佑】
  - 作詞 - 只野菜摘 / 作・編曲 - 田中秀和（MONACA）
  - テレビアニメ『デスマーチからはじまる異世界狂想曲』エンディングテーマ

2. SHIFT
  - 歌：Wake Up, Girls!【吉岡茉祐、永野愛理、田中美海、青山吉能、山下七海、奥野香耶、高木美佑】
  - 作詞 - 只野菜摘 /作・編曲 - 広川恵一（MONACA）

3. スキノスキル （Instrumental）
4. SHIFT （Instrumental）

## コラボ

### One In A Billion
Wake Up, Girls!とMay'nのコラボである、Wake Up, May'n!名義のWUGとして初となるコラボ曲。2017年8月9日に発売。発売・販売元はFlyingdog。規格品番はCD＋BD版がVTZL-131、CD版がVTCL-35260。
表題曲のOne In A Billionは異世界食堂のOPテーマとなっている。
収録曲
1. One In A Billion【4:18】
  - 歌：Wake Up, May'n!【Wake Up, Girls!×May'n】
  - 作詞 - 藤林聖子 /作曲 - 渡辺未来 /編曲 - R・O・N
  - 異世界食堂OPテーマ

2. 王様のカデンツァ【4:34】
  - 歌：Wake Up, May'n!【Wake Up, Girls!×May'n】
  - 作詞・作曲・編曲 - 宮川弾

3. One In A Billion （Instrumental） 【4:18】
4. 王様のカデンツァ （Instrumental）【4:34】

## Character song series

### Character song series1
2014年9月から12月まで全7枚がリリースされた。キャラクターソング1曲とそのInstrument1曲、ワグ・ズーズー のソロバージョン1曲、うぇいくあっぷがーるZOO!のオーディオドラマが各巻1話ずつ収録されている。

#### 島田真夢（CV：吉岡茉祐）
2014年9月3日に発売。発売・販売元はエイベックス・ピクチャーズ。レーベルはDIVE II entertainment。規格品番はAVCA-74521。スピンオフアニメうぇいくあっぷがーるZOO!のオーディオドラマの「Cooking」編が収録されている。
また2015年3月に開始するイベント「Wake Up,Girls!ソロでイベントやらせてください」の島田真夢イベントの優先申し込みのシリアルコードが収録されている。
収録曲
1. ハジマル 【4:52】
  - 歌：島田真夢【吉岡茉祐】
  - 作詞 - 只野菜摘 / 作曲・編曲 - 広川恵一（MONACA）

2. ワグ・ズーズー -mayu ver.-【3:37】
  - 歌：島田真夢【吉岡茉祐】
  - 作詞 - 只野菜摘 / 作曲・編曲 - 高橋邦幸（MONACA）

3. ハジマル （Instrumental） 【3:37】
4. うぇいくあっぷがーるZOO! Short voice story -Cooking-　【3:40】
  - キャスト - マユシィ（吉岡茉祐）、ミニャミ（田中美海）、松田耕平（浅沼晋太郎）
  - あらすじ - 3分クッキングとしてハンバーグと付け合せのずんだソテーを作り始めるが、何故かずんだソテーから作り始め・・・。

#### 岡本未夕（CV：高木美佑）
2014年9月3日に発売。発売・販売元はエイベックス・ピクチャーズ。レーベルはDIVE II entertainment。規格品番はAVCA-74522。スピンオフアニメうぇいくあっぷがーるZOO!のオーディオドラマの「ラジオMC」編が収録されている。
また2015年3月に開始するイベント「Wake Up,Girls!ソロでイベントやらせてください」の岡本未夕イベントの優先申し込みのシリアルコードが収録されている。
収録曲
1. WOO YEAH! 【4:20】
  - 歌：岡本未夕【高木美祐】
  - 作詞 - 只野菜摘 / 作曲・編曲 - 広川恵一（MONACA）

2. ワグ・ズーズー -miyu ver.-　【3:36】
  - 歌：岡本未夕【高木美祐】
  - 作詞 - 只野菜摘 / 作曲・編曲 - 高橋邦幸（MONACA）

3. WOO YEAH!（Instrumental） 【4:20】
4. うぇいくあっぷがーるZOO! Short voice story -Radio MC-　【4:17】
  - キャスト - ミユ（高木美祐）、カヤ（奥野香耶）
  - あらすじ - ミユとカヤがパーソナリティを務める「うぇいくあっぷがーるZOO!ラジオ」。リスナーからのお便りから「うぇいくあっぷがーるZOO!」の各メンバーのニックネームを決めることになったが…。

#### 片山実波（CV：田中美海）
2014年10月1日に発売。発売・販売元はエイベックス・ピクチャーズ。レーベルはDIVE II entertainment。規格品番はAVCA-74523。スピンオフアニメうぇいくあっぷがーるZOO!のオーディオドラマ「CM」編が収録されている。
また2015年3月に開始するイベント「Wake Up,Girls!ソロでイベントやらせてください」の片山実波イベントの優先申し込みのシリアルコードが収録されている。林田藍里のキャラクターソングと同時発売。
収録曲
1. 歌と魚とハダシとわたし 【3:37】
  - 歌：片山実波【田中美海】
  - 作詞 - 只野菜摘 / 作曲・編曲 - 永谷喬夫

2. ワグ・ズーズー -minami ver.-　【3:36】
  - 歌：片山実波【田中美海】
  - 作詞 - 只野菜摘 / 作曲・編曲 - 高橋邦幸（MONACA）

3. 歌と魚とハダシとわたし（Instrumental） 【3:37】
4. うぇいくあっぷがーるZOO! Short voice story -CM-　【5:16】
  - キャスト - ミナミ（田中美海）、カヤ（奥野香耶）、松田耕平（浅沼晋太郎）
  - あらすじ - 存亡危機にある「うぇいくあっぷがーるZOO!」そこで自社CMを作ることになった。みなみが抜擢されるも、撮影中に餃子を食べてしまいCMに店名まで写りこんでしまう…。

#### 林田藍里（CV：永野愛理）
2014年10月1日に発売。発売・販売元はエイベックス・ピクチャーズ。レーベルはDIVE II entertainment。規格品番はAVCA-74524。スピンオフアニメうぇいくあっぷがーるZOO!のオーディオドラマの「セルフプロデュース」編が収録されている。
また2015年3月に開始するイベント「Wake Up,Girls!ソロでイベントやらせてください」の林田藍里イベントの優先申し込みのシリアルコードが収録されている。片山実波のキャラクターソングと同時発売。
収録曲
1. 可笑しの国 【4:39】
  - 歌：林田藍里【永野愛理】
  - 作詞 - 只野菜摘 / 作曲・編曲 - 高橋邦幸（MONACA）

2. ワグ・ズーズー -airi ver.-　【3:36】
  - 歌：林田藍里【永野愛理】
  - 作詞 - 只野菜摘 / 作曲・編曲 - 高橋邦幸（MONACA）

3. 可笑しの国（Instrumental） 【4:39】
4. うぇいくあっぷがーるZOO! Short voice story -Self Produce-　【3:52】
  - キャスト - アイリ（永野愛理）、ナナミ（山下七海）、ミユ（高木美祐）
  - あらすじ - 存亡危機にある「うぇいくあっぷがーるZOO」。少しでも客を呼ぶために、動物らしい個性を出したあいさつを考えることになったがサメであるアイリは個性の出し方に悩んでいた…。

#### 久海菜々美（CV：山下七海）
2014年11月5日に発売。発売・販売元はエイベックス・ピクチャーズ。レーベルはDIVE II entertainment。規格品番はAVCA-74524。スピンオフアニメうぇいくあっぷがーるZOO!のオーディオドラマの「解雇編」が収録されている。
また2015年3月に開始するイベント「Wake Up,Girls!ソロでイベントやらせてください」の久海菜々美イベントの優先申し込みのシリアルコードが収録されている。イベントの優先申し込みのシリアルコードが収録されている。
菊間夏夜のキャラクターソングと同時発売。
収録曲
1. オオカミとピアノ 【4:44】
  - 歌：久海菜々美【山下七海】
  - 作詞 - 只野菜摘 / 作曲・編曲 - 田中秀和（MONACA）

2. ワグ・ズーズー -nanami ver.-　【3:37】
  - 歌：久海菜々美【山下七海】
  - 作詞 - 只野菜摘 / 作曲・編曲 - 高橋邦幸（MONACA）

3. オオカミとピアノ（Instrumental） 【4:45】
4. うぇいくあっぷがーるZOO! Short voice story-You're Fired!-　【4:30】
  - キャスト - マユ（吉岡茉祐）、アイリ（永野愛理）、ナナミ（山下七海）、ミナミ（田中美海）、ミユ（高木美祐）、カヤ（奥野香耶）、松田耕平（浅沼晋太郎）
  - あらすじ - 存亡危機にある「うぇいくあっぷがーるZOO」。園長の丹下は松田に誰か1人をリストラすることを命じ、松田はうぇいくあっぷがーるZOOのメンバー間で話し合うことを要請する…。

#### 菊間夏夜（CV：奥野香耶）
2014年11月5日に発売。発売・販売元はエイベックス・ピクチャーズ。レーベルはDIVE II entertainment。規格品番はAVCA-74526A。スピンオフアニメうぇいくあっぷがーるZOO!のオーディオドラマの「クイズ」編が収録されている。
また2015年3月に開れるイベント「Wake Up,Girls!ソロでイベントやらせてください」の菊間夏夜イベントの優先申し込みのシリアルコードが収録されている。久海菜々美のキャラクターソングと同時発売。
収録曲
1. スキ キライ ナイト 【4:55】
  - 歌：菊間夏夜【奥野香耶】
  - 作詞 - 只野菜摘 / 作曲・編曲 - 帆足圭吾（MONACA）

2. ワグ・ズーズー -kaya ver.-　【3:37】
  - 歌：菊間夏夜【奥野香耶】
  - 作詞 - 只野菜摘 / 作曲・編曲 - 高橋邦幸（MONACA）

3. スキ キライ ナイト（Instrumental） 【4:57】
4. うぇいくあっぷがーるZOO! Short voice story-Quiz Wake Up!-　【3:33】
  - キャスト - カヤ（奥野香耶）、ヨシノ（青山吉能）、アイリ（永野愛理）、ナナミ（山下七海）
  - あらすじ - 存亡危機にある「うぇいくあっぷがーるZOO」。そこで動物園がどう生き残るかカヤを司会としたクイズ番組が始まり…。

#### 七瀬佳乃（CV：青山吉能）
2014年12月3日に発売。発売・販売元はエイベックス・ピクチャーズ。レーベルはDIVE II entertainment。規格品番はAVCA-74527A。スピンオフアニメうぇいくあっぷがーるZOO!のオーディオドラマの「副作用」編が収録されている。
また2015年3月に開れるイベント「Wake Up,Girls!ソロでイベントやらせてください」の七瀬佳乃イベントの優先申し込みのシリアルコードが収録されている。
収録曲
1. ステラ・ドライブ 【4:09】
  - 歌：七瀬佳乃【青山吉能】
  - 作詞 - 只野菜摘 / 作曲・編曲 - 田中秀和（MONACA）

2. ワグ・ズーズー -yoshino ver.-　【3:37】
  - 歌：七瀬佳乃【青山吉能】
  - 作詞 - 只野菜摘 / 作曲・編曲 - 高橋邦幸（MONACA）

3. ステラ・ドライブ（Instrumental） 【4:10】
4. うぇいくあっぷがーるZOO! Short voice story-Side effect-　【4:22】
  - キャスト - ヨシノ（青山吉能）、マユ（吉岡茉祐）、ナナミ（山下七海）、松田耕平（浅沼晋太郎）
  - あらすじ - 存亡危機にある「うぇいくあっぷがーるZOO」。丹下園長が投与した薬によってマユとナナミは理性を失って暴れだし、ヨシノと松田は園内で逃げることになるが松田はヨシノのために食い止めようとするも…。

### Character song series2
2016年9月28日に全7枚が同時リリースされた。それぞれのキャラクターソング1曲とそのInstrument、カップリングには3rdライブツアーで披露された各メンバーがセンターとなるHIGAWARI PRINCESSが収録されている。
Character song series2の作詞は全曲とも吉田詩織が担当している。

#### 島田真夢（CV：吉岡茉祐）
発売・販売元はエイベックス・ピクチャーズ。レーベルはDIVE II entertainment。規格品番はEYCA-11131。
収録曲
1. 走り出したencore【4:07】
  - 歌：島田真夢【吉岡茉祐】
  - 作詞 - 吉田詩織 / 作曲 - 永塚健登 /編曲 - 大沢圭一
2. HIGAWARI PRINCESS (PRINCESS Mayu Ver,) 【4:42】
  - 歌：Wake Up, Girls!【吉岡茉祐、永野愛理、田中美海、青山吉能、山下七海、奥野香耶、高木美佑】
  - 作詞 - 只野菜摘 / 作曲・編曲 - 広川恵一（MONACA）
3. 走り出したencore（Instrumental）【4:07】

#### 岡本未夕（CV：高木美佑）
発売・販売元はエイベックス・ピクチャーズ。レーベルはDIVE II entertainment。規格品番はEYCA-11132。
収録曲
1. It’s amazing show time☆【4:12】
  - 歌：岡本未夕【高木美祐】
  - 作詞 - 吉田詩織 / 作曲 - ANDW /編曲 - 久下真音
2. HIGAWARI PRINCESS (PRINCESS Miyu Ver,) 【4:42】
  - 歌：Wake Up, Girls!【吉岡茉祐、永野愛理、田中美海、青山吉能、山下七海、奥野香耶、高木美佑】
  - 作詞 - 只野菜摘 / 作曲・編曲 - 広川恵一（MONACA）
3. It’s amazing show time☆（Instrumental）【4:12】

#### 片山実波（CV：田中美海）
発売・販売元はエイベックス・ピクチャーズ。レーベルはDIVE II entertainment。規格品番はEYCA-11133。
収録曲
1. それいけオトメ【3:39】
  - 歌：片山実波【田中美海】
  - 作詞 - 吉田詩織 / 作曲 - 屋敷隆一 /編曲 - ハマサキユウジ
2. HIGAWARI PRINCESS (PRINCESS Minami Ver,) 【4:42】
  - 歌：Wake Up, Girls!【吉岡茉祐、永野愛理、田中美海、青山吉能、山下七海、奥野香耶、高木美佑】
  - 作詞 - 只野菜摘 / 作曲・編曲 - 広川恵一（MONACA）
3. それいけオトメ（Instrumental）【3:39】

#### 林田藍里（CV：永野愛理）
発売・販売元はエイベックス・ピクチャーズ。レーベルはDIVE II entertainment。規格品番はEYCA-11134。
収録曲
1. ヒカリキラリミルキーウェイ【4:06】
  - 歌：林田藍里【永野愛理】
  - 作詞 - 吉田詩織 / 作曲・編曲 - 村カワ基成
2. HIGAWARI PRINCESS (PRINCESS Airi Ver,) 【4:42】
  - 歌：Wake Up, Girls!【吉岡茉祐、永野愛理、田中美海、青山吉能、山下七海、奥野香耶、高木美佑】
  - 作詞 - 只野菜摘 / 作曲・編曲 - 広川恵一（MONACA）
3. ヒカリキラリミルキーウェイ（Instrumental）【4:06】

#### 久海菜々美（CV：山下七海）
発売・販売元はエイベックス・ピクチャーズ。レーベルはDIVE II entertainment。規格品番はEYCA-11135。
収録曲
1. snuggery【4:16】
  - 歌：久海菜々美【山下七海】
  - 作詞 - 吉田詩織 / 作曲 - 金子麻友美 /編曲 - SHIKI
2. HIGAWARI PRINCESS (PRINCESS Nanami Ver,) 【4:42】
  - 歌：Wake Up, Girls!【吉岡茉祐、永野愛理、田中美海、青山吉能、山下七海、奥野香耶、高木美佑】
  - 作詞 - 只野菜摘 / 作曲・編曲 - 広川恵一（MONACA）
3. snuggery（Instrumental）【4:16】

#### 菊間夏夜（CV：奥野香耶）
発売・販売元はエイベックス・ピクチャーズ。レーベルはDIVE II entertainment。規格品番はEYCA-11136。
収録曲
1. Into The Light【4:05】
  - 歌：菊間夏夜【奥野香耶】
  - 作詞 - 吉田詩織・久下真音 / Rap詞 - バグベア / 作曲・編曲 - バグベア
2. HIGAWARI PRINCESS (PRINCESS Kaya Ver,) 【4:42】
  - 歌：Wake Up, Girls!【吉岡茉祐、永野愛理、田中美海、青山吉能、山下七海、奥野香耶、高木美佑】
  - 作詞 - 只野菜摘 / 作曲・編曲 - 広川恵一（MONACA）
3. Into The Light（Instrumental）【4:05】

#### 七瀬佳乃（CV：青山吉能）
発売・販売元はエイベックス・ピクチャーズ。レーベルはDIVE II entertainment。規格品番はEYCA-11137。
収録曲
1. 青い月のシャングリラ【3:59】
  - 歌：七瀬佳乃【青山吉能】
  - 作詞 - 吉田詩織 / 作曲 - 岩井雄太 /編曲 - 久下真音
2. HIGAWARI PRINCESS (PRINCESS Yoshino Ver,) 【4:42】
  - 歌：Wake Up, Girls!【吉岡茉祐、永野愛理、田中美海、青山吉能、山下七海、奥野香耶、高木美佑】
  - 作詞 - 只野菜摘 / 作曲・編曲 - 広川恵一（MONACA）
3. 青い月のシャングリラ（Instrumental）【3:59】

### Character song series3
テレビアニメ『Wake Up, Girls! 新章』のキャラクターソングシリーズとして、2017年12月20日に全7枚が同時リリースされた。それぞれのキャラクターソング1曲とそのInstrument、カップリングには曲と歌詞の一部が共通の『Non stop diamond hope』の各キャラクターバージョンとそのInstrumentが収録されている。

#### 島田真夢（CV：吉岡茉祐）
発売・販売元はエイベックス・ピクチャーズ。レーベルはDIVE II entertainment。規格品番はEYCA-11681。
収録曲
1. ユメ、まっすぐ。
  - 歌：島田真夢【吉岡茉祐】
  - 作詞・作曲 - 柿本論理 / 編曲 - 板倉孝徳
2. Non stop diamond hope～Mayu ver.～
  - 歌：島田真夢【吉岡茉祐】
  - 作詞 - 吉田詩織 / 作曲 - 深澤祐貴 / 編曲 - ハマサキユウジ
3. ユメ、まっすぐ。 (Instrumental)
4. Non stop diamond hope～Mayu ver.～ (Instrumental)

#### 林田藍里（CV：永野愛理）
発売・販売元はエイベックス・ピクチャーズ。レーベルはDIVE II entertainment。規格品番はEYCA-11682。
収録曲
1. Party! Party!
  - 歌：林田藍里【永野愛理】
  - 作詞 - 山本メーコ / 作曲・編曲 - 彦田元気
2. Non stop diamond hope～Airi ver.～
  - 歌：林田藍里【永野愛理】
  - 作詞 - 吉田詩織 / 作曲 - 深澤祐貴 / 編曲 - ハマサキユウジ
3. Party! Party! (Instrumental)
4. Non stop diamond hope～Airi ver.～ (Instrumental)

#### 片山実波（CV：田中美海）
発売・販売元はエイベックス・ピクチャーズ。レーベルはDIVE II entertainment。規格品番はEYCA-11683。
収録曲
1. ぽんとPUSH! もっとSMILE!
  - 歌：片山実波【田中美海】
  - 作詞・編曲 - y0c1e / 作曲 - fu_mou
2. Non stop diamond hope～Minami ver.～
  - 歌：片山実波【田中美海】
  - 作詞 - 吉田詩織 / 作曲 - 深澤祐貴 / 編曲 - ハマサキユウジ
3. ぽんとPUSH! もっとSMILE! (Instrumental)
4. Non stop diamond hope～Minami ver.～ (Instrumental)

#### 七瀬佳乃（CV：青山吉能）
発売・販売元はエイベックス・ピクチャーズ。レーベルはDIVE II entertainment。規格品番はEYCA-11684。
収録曲
1. Dice of Life!
  - 歌：七瀬佳乃【青山吉能】
  - 作詞・作曲・編曲 - 板倉孝徳
2. Non stop diamond hope～Yoshino ver.～
  - 歌：七瀬佳乃【青山吉能】
  - 作詞 - 吉田詩織 / 作曲 - 深澤祐貴 / 編曲 - ハマサキユウジ
3. Dice of Life! (Instrumental)
4. Non stop diamond hope～Yoshino ver.～ (Instrumental)

#### 久海菜々美（CV：山下七海）
発売・販売元はエイベックス・ピクチャーズ。レーベルはDIVE II entertainment。規格品番はEYCA-11685。
収録曲
1. ドラマチックを君と
  - 歌：久海菜々美【山下七海】
  - 作詞 - 児玉雨子 / 作曲・編曲 - sky_delta
2. Non stop diamond hope～Nanami ver.～
  - 歌：久海菜々美【山下七海】
  - 作詞 - 吉田詩織 / 作曲 - 深澤祐貴 / 編曲 - ハマサキユウジ
3. ドラマチックを君と (Instrumental)
4. Non stop diamond hope～Nanami ver.～ (Instrumental)

#### 菊間夏夜（CV：奥野香耶）
発売・販売元はエイベックス・ピクチャーズ。レーベルはDIVE II entertainment。規格品番はEYCA-11686。
収録曲
1. プライド
  - 歌：菊間夏夜【奥野香耶】
  - 作詞 - オノダヒロユキ / 作曲・編曲 - 伊藤“三代”タカシ
2. Non stop diamond hope～Kaya ver.～
  - 歌：菊間夏夜【奥野香耶】
  - 作詞 - 吉田詩織 / 作曲 - 深澤祐貴 / 編曲 - ハマサキユウジ
3. プライド (Instrumental)
4. Non stop diamond hope～Kaya ver.～ (Instrumental)

#### 岡本未夕（CV：高木美佑）
発売・販売元はエイベックス・ピクチャーズ。レーベルはDIVE II entertainment。規格品番はEYCA-11687。
収録曲
1. シャリラ!
  - 歌：岡本未夕【高木美佑】
  - 作詞・作曲・編曲 - 佐藤陽介
2. Non stop diamond hope～Miyu ver.～
  - 歌：岡本未夕【高木美佑】
  - 作詞 - 吉田詩織 / 作曲 - 深澤祐貴 / 編曲 - ハマサキユウジ
3. シャリラ! (Instrumental)
4. Non stop diamond hope～Miyu ver.～ (Instrumental)

## メンバーソロ曲

### ソロでイベント、やらせてください！2017
2017年3月18日および3月19日に開催されたイベント「ソロでイベント、やらせてください！2017」で披露された個人名義の曲。イベント時に販売されたパンフレットに付属のCDに収録された。その後、このCDに収録された全曲はアルバム「Wake Up, Girls! Solo Collection -7 Stars-」に収録されて配信された。
メンバーそれぞれが希望した作詞・作曲家陣にて製作されており、メンバー個人それぞれの特徴が強く出た曲になっている。
収録曲
1. HELP ME！みゅーちゃん！【5:09】
  - 歌：高木美佑
  - 作詞・作曲・編曲 - 桃井はるこ
2. 桜色クレッシェンド【4:24】
  - 歌：永野愛理
  - 作詞・作曲・編曲 - やしきん
3. 狐草子【4:41】
  - 歌：田中美海
  - 作詞・作曲・編曲 - ゆうゆ
4. Why am I 【5:12】
  - 歌：奥野香耶
  - 作詞・作曲・編曲 - すこっぷ
5. ももいろDiary♡【3:59】
  - 歌：山下七海
  - 作詞 - こだまさおり / 作曲・編曲 - ⼭⽥⾼弘
6. てがみ【4:21】
  - 歌：吉岡茉祐
  - 作詞 - 吉岡茉祐 / 作曲・編曲 - 加藤裕介
7. わたしの樹 【5:02】
  - 歌：青山吉能
  - 作詞 - 只野菜摘 / 作曲・編曲 - ４０mP

### Wake Up, Girls! Soloevent 2018
2018年3月3日から2018年3月25日にかけて東北6県の7会場で開催された「わぐらぶ限定 TUNAGO東北ろっけんソロイベントツアー」にて披露され、会場で販売されたパンフレットに付属のCDに収録された個人名義の曲。このパンフレットは2018年4月23日から公式ファンクラブ「わぐらぶ」限定で通信販売も行われた。
なお、2018年3月11日に開催された福島県郡山市での吉岡茉祐の公演ではサプライズとして、『sweet sweet place』（作詞:吉岡茉祐、作曲:渡辺翔、編曲:オダクラユウ）も披露された。このCDには収録されていないが、「Wake Up, Girls! Solo Collection -7 Stars-」に他の曲と共に収録され、配信された。
収録曲
1. GloriA【4:20】
  - 歌：吉岡茉祐
  - 作詞 - 吉岡茉祐
  - 作曲 - 渡辺翔 / 編曲 - オダクラユウ
2. now is the time【4:34】
  - 歌：高木美佑
  - 作詞 - 柚子乃 / 作曲 - 高瀬一矢
3. あのね【4:27】
  - 歌：奥野香耶
  - 作詞 - 古屋真、anemone* / 作曲・編曲 - 重永亮介
4. Trouble!? Travel【3:24】
  - 歌：田中美海
  - 作詞 - RUCCA / 作曲 - Evan Call
5. 解放区【5:03】
  - 歌：青山吉能
  - 作詞 - こだまさおり / 作曲・編曲 - 広川恵一（MONACA）
6. 七つの海のコンサート【4:55】
  - 歌：山下七海
  - 作詞 - こだまさおり / 作曲・編曲:田中秀和（MONACA）
7. minority emotions【4:11】
  - 歌：永野愛理
  - 作詞・作曲 - やしきん

## アニメ「Wake Up, Girls!」シリーズ作中曲

### リトル・チャレンジャー
2014年3月26日発売。発売・販売元はエイベックス・マーケティング。レーベルはDIVE II entertainment。規格品番は初回限定盤であるCD＋DVD版がAVCA-74099/B、通常版のCD版がAVCA-74100。
『7 Girls War』、『言の葉青葉』と同じく初回限定版と通常版の2系統で発売された。初回限定盤と通常版のジャケットの違いは前者はタイトル文字が赤、後者は青となっている。
また限定版のDVDにはＴＶアニメのI-1clubの登場シーンを再編集した『I-1club紹介映像』が収録されている。一部店舗特典でCDジャケットイラストＢ２ポスターが付属した。
収録曲
1. リトル・チャレンジャー
  - 歌：I-1club【吉岡茉祐、加藤英美里、大坪由佳、津田美波】
  - 作詞 - 辛矢凡 / 作曲・編曲 - 田中秀和（MONACA）
  - 劇場版『Wake Up, Girls! 七人のアイドル』挿入歌

2. シャツとブラウス
  - 歌：I-1club【大坪由佳、加藤英美里、津田美波、福原香織、山本希望、明坂聡美、安野希世乃】
  - 作詞 - 只野菜摘 / 作曲・編曲 - 広川恵一（MONACA）
  - 劇場版『Wake Up, Girls! 七人のアイドル』挿入歌

3. リトル・チャレンジャー （Instrumental）
4. シャツとブラウス （Instrumental）

### 極上スマイル
2014年4月23日発売。発売・販売元はエイベックス・ピクチャーズ。レーベルはDIVE II entertainment。規格品番は初回限定盤であるCD＋DVD版がAVCA-74101/B、通常版のCD版がAVCA-74102。
『7 Girls War』、『言の葉青葉』、『リトル・チャレンジャー』と同じく初回限定版と通常版の2系統で発売された。初回限定盤と通常版のジャケットの違いは初回限定盤はタイトル文字が金色、通常版は桃色となっている。
また限定版のDVDにはI-1clubの設立当初からアニメ最終話までの未発表だった設定を含んだ設定を年表式で紹介する番組『I-1トーク』が収録されている。司会は福原香織と安野希世乃が担当した。
収録曲
1. 極上スマイル
  - 歌：I-1club【大坪由佳、加藤英美里、津田美波、福原香織、山本希望、明坂聡美、安野希世乃】
  - 作詞 - 只野菜摘 / 作曲・編曲 - 田中秀和（MONACA）
  - テレビアニメ『Wake Up, Girls!』第11話挿入歌

2. ジェラ
  - 歌：I-1club【大坪由佳、加藤英美里、津田美波、福原香織、山本希望、明坂聡美、安野希世乃】
  - 作詞 - 只野菜摘 / 作曲・編曲 - 広川恵一（MONACA）
  - テレビアニメ『Wake Up, Girls!』第5話挿入歌

3. 極上スマイル （Instrumental）
4. ジェラ （Instrumental）

### 運命の女神
2015年11月11日発売。I-1clubとしては3枚目のシングルとなる。発売・販売元はエイベックス・ピクチャーズ。レーベルはDIVE II entertainment。規格品番はI-1 club TeamSはEYCA-10568、I-1club TeamMがEYCA-10569。
劇場版『Wake Up,Girls! 青春の影』の劇中に合わせて、I-1club内でボーカルとジャケット仕様が異なった2系統のCDが発売された（TeamSは赤、TeamMは青）。初回限定仕様はなく通常版のみの発売となっている。
『運命の女神』は劇場版『Wake Up,Girls! 青春の影』の劇中で挿入歌として収録されている。
なお、2014年3月26日に発売されたI-1clubのCD『リトル・チャレンジャー』よりカバーされた『リトル・チャレンジャー2015』がカップリングとして収録された。
収録曲
1. 運命の女神 【5:16】
  - 歌：I-1club Team S【大坪由佳、加藤英美里、津田美波、福原香織】
  - 歌：I-1club Team M【山本希望、明坂聡美、安野希世乃】
  - 作詞 - 只野菜摘 / 作曲・編曲 - 広川恵一（MONACA）
  - 劇場版『Wake Up,Girls! 青春の影』挿入歌

2. リトル・チャレンジャー2015【4:02】
  - 歌：I-1club Team S【大坪由佳、加藤英美里、津田美波、福原香織】
  - 歌：I-1club Team M【山本希望、明坂聡美、安野希世乃、上田麗奈】
  - 作詞 - 辛矢凡 / 作曲・編曲 - 田中秀和（MONACA）

3. 運命の女神 （Instrumental） 【5:16】
4. リトル・チャレンジャー2015 （Instrumental）【4:02】

### レザレクション/止まらない未来
2016年1月13日発売。ネクストストームとI-1clubのコラボシングルでダブル表題曲となっている。I-1clubとしては4枚目のシングルとなる。発売・販売元はエイベックス・ピクチャーズ。
レーベルはDIVE II entertainment。規格品番はEYCA-10570。収録分数は20分40秒。
仕様は通常版のみ。『レザレクション』、『止まらない未来』ともに続・劇場版後編『Wake Up,Girls! Beyond the Bottom』の挿入歌であり、表題曲の並列どおり、両面ジャケット仕様になっている。
また表面はレザレクション、裏面は止まらない未来となっている。
収録曲
1. レザレクション 【5:11】
  - 歌：ネクストストーム【大坪由佳、安済知佳、高野麻里佳、甘束まお】
  - 作詞 -辛矢凡 / 作曲・編曲 - 帆足圭吾（MONACA）
  - 続・劇場版後編『Wake Up,Girls! Beyond the Bottom』挿入歌

2. 止まらない未来【5:09】
  - 歌：I-1club 【山本希望、加藤英美里、津田美波、福原香織、明坂聡美、安野希世乃、上田麗奈】
  - 作詞 - 只野菜摘 / 作曲・編曲 - 広川恵一（MONACA）
  - 続・劇場版後編『Wake Up,Girls! Beyond the Bottom』挿入歌

3. レザレクション （Instrumental） 【5:11】
4. 止まらない未来 （Instrumental）【5:09】

### 君とプログレス/Jewelry Wonderland
2018年1月31日発売。。I-1clubとしては5枚目のシングルとなる。発売・販売元はエイベックス・ピクチャーズ。
レーベルはDIVE II entertainment。規格品番はEYCA-11732。収録分数は21分29秒。
仕様は通常版のみ。『君とプログレス』、『Jewelry Wonderland』ともにテレビアニメ『Wake Up, Girls! 新章』の挿入歌である。
収録曲
1. 君とプログレス 【5:23】
  - 歌：I-1club 【山本希望、加藤英美里、津田美波、福原香織、明坂聡美、安野希世乃、上田麗奈】
  - 作詞 -只野菜摘 / 作曲・編曲 - 広川恵一（MONACA）
  - テレビアニメ『Wake Up, Girls! 新章』挿入歌

2. Jewelry Wonderland【5:22】
  - 歌：I-1club 【山本希望、加藤英美里、津田美波、福原香織、明坂聡美、安野希世乃、上田麗奈】
  - 作詞 - 只野菜摘 / 作曲・編曲 - 広川恵一（MONACA）
  - テレビアニメ『Wake Up, Girls! 新章』挿入歌

3. 君とプログレス （Instrumental） 【5:23】
4. Jewelry Wonderland （Instrumental）【5:22】

## アルバム

### Wake Up, Best!
2015年3月18日発売。発売・販売元はエイベックス・マーケティング。レーベルはDIVE II entertainment。規格品番はCD＋Blu-ray版がEYCA-10286/7、CD版がEYCA-10288/9。
これまでの劇場版やTVアニメの主題歌や劇中歌とサウンドトラックの2枚組。CD+Blu-ray版と、CD版の2系統が発売され、キャラクターデザイン近岡直によるイラストジャケットになっている（CD+Blu-ray版とCD版では異なる）。 CD+Blu-ray版のBDにはタチアガレ!、7 Girls War、言の葉 青葉のミュージックビデオと『Wake Up, Girls！の目指せさいたまスーパーアリーナ未収録映像』が収録された。サウンドトラックは選曲集であり全曲集ではない。
収録曲
Disc1（太字はCD初収録）
1. シャツとブラウス
  - 歌：I-1club【大坪由佳、加藤英美里、津田美波、福原香織、山本希望、明坂聡美、安野希世乃】
  - 作詞 - 只野菜摘 / 作曲・編曲 - 広川恵一（MONACA）

2. リトル・チャレンジャー
  - 歌：I-1club【吉岡茉祐、加藤英美里、大坪由佳、津田美波】
  - 作詞 - 辛矢凡 / 作曲・編曲 - 田中秀和（MONACA）

3. タチアガレ!
  - 歌：Wake Up, Girls!【吉岡茉祐、永野愛理、田中美海、青山吉能、山下七海、奥野香耶、高木美佑】
  - 作詞 - 辛矢凡 / 作曲・編曲 - 神前暁（MONACA）

4. 7 Girls War
  - 歌：Wake Up, Girls!【吉岡茉祐、永野愛理、田中美海、青山吉能、山下七海、奥野香耶、高木美佑】
  - 作詞 - 辛矢凡 / 作曲 - 神前暁（MONACA）・田中秀和（MONACA） / 編曲 - 田中秀和（MONACA）

5. 太陽曰く燃えよカオス
  - 歌：岡本未夕（高木美佑）
  - 作詞 - 畑亜貴 / 作曲・編曲 - 田中秀和（MONACA）

6. 言の葉 青葉
  - 歌：Wake Up, Girls!【吉岡茉祐、永野愛理、田中美海、青山吉能、山下七海、奥野香耶、高木美佑】
  - 作詞 - 只野菜摘 / 作曲・編曲 - 岡部啓一（MONACA）

7. 16歳のアガペー
  - 歌：Wake Up, Girls!【吉岡茉祐、永野愛理、田中美海、青山吉能、山下七海、奥野香耶、高木美佑】
  - 作詞 - 只野菜摘 / 作曲・編曲 - 広川恵一（MONACA）

8. ジェラ
  - 歌：I-1club【大坪由佳、加藤英美里、津田美波、福原香織、山本希望、明坂聡美、安野希世乃】
  - 作詞 - 只野菜摘 / 作曲・編曲 - 田中秀和（MONACA）

9. DATTE
  - 歌：小早川ティナ from I-1クラブ【安野希世乃】
  - 作詞 - 只野菜摘 / 作曲・編曲 - 広川恵一（MONACA）

10. あぁ光塚歌劇団
  - 歌：光塚歌劇団【吉岡茉祐、青山吉能】
  - 作詞 - 只野菜摘 / 作曲・編曲 - 高橋邦幸（MONACA）

11. 極上スマイル Wake Up, Girls! ver.
  - 歌：Wake Up, Girls!【吉岡茉祐、永野愛理、田中美海、青山吉能、山下七海、奥野香耶、高木美佑】
  - 作詞 - 只野菜摘 / 作曲・編曲 - 田中秀和（MONACA）

12. 極上スマイル I-1club ver.
  - 歌：I-1club【大坪由佳、加藤英美里、津田美波、福原香織、山本希望、明坂聡美、安野希世乃】
  - 作詞 - 只野菜摘 / 作曲・編曲 - 田中秀和（MONACA）

13. ワグ・ズーズー
  - 歌：Wake Up，Girlzoo!【吉岡茉祐、永野愛理、田中美海、青山吉能、山下七海、奥野香耶、高木美佑】
  - 作詞 - 只野菜摘 / 作曲・編曲 - 高橋邦幸（MONACA）

Disc2
1. ここはグリーンリーブス
  - 作曲 - 田中秀和

2. 剛腕
  - 作曲 - 高橋邦幸

3. 流される男
  - 作曲 - 高橋邦幸

4. 前を向いて、走れ!
  - 作曲 - 高橋邦幸

5. アイドルの条件
  - 作曲 - 田中秀和

6. 助走
  - 作曲 - 田中秀和

7. 現実
  - 作曲 - 高橋邦幸

8. 不穏なざわめき
  - 作曲 - 広川恵一

9. 雨中の決意
  - 作曲 - 高橋邦幸

10. 始まりのモノローグ
  - 作曲 - 広川恵一

11. 仲間との語らい
  - 作曲 - 広川恵一

12. 準備の時
  - 作曲 - 広川恵一

13. アニマル天気予報
  - 作曲 - 高橋邦幸

14. ショートでごめんね!
  - 作曲 - 広川恵一

15. リスタート
  - 作曲 - 高橋邦幸

16. 運命の道化師
  - 作曲 - 田中秀和

17. 慄き
  - 作曲 - 広川恵一

18. 共に歩む道
  - 作曲 - 田中秀和

19. 憧れの君
  - 作曲 - 高橋邦幸

20. 迷いの中
  - 作曲 - 高橋邦幸

21. 最初の一歩
  - 作曲 - 高橋邦幸

22. 眩しき日々
  - 作曲 - 高橋邦幸

23. 傷跡
  - 作曲 - 高橋邦幸

24. 伝わる想い
  - 作曲 - 高橋邦幸

25. 偶像崇拝
  - 作曲 - 高橋邦幸

26. overture
  - 作曲 - 田中秀和

27. 頂の孤独
  - 作曲 - 田中秀和

28. 束の間の平穏
  - 作曲 - 高橋邦幸

29. Where is a bad child?
  - 作曲 - 田中秀和

30. アクシデント
  - 作曲 - 高橋邦幸

31. アイドルの祭典
  - 作曲 - 田中秀和

32. 私がいる場所
  - 作曲 - 高橋邦幸

33. ちいさくチェンジング
  - 作曲 - 田中秀和

### Wake Up, Best! (台湾版)
2016年2月3日発売。『Wake Up, Best!』の台湾、香港、中国、シンガポール、タイ、マレーシア、フィリピン、インドネシア向けライセンス商品。発売・販売元は愛貝克思股份有限公司（Avex Taiwan Inc.）。CD+DVDのみが発売され、規格品番はAVJCD-10631/2。
2015年3月に日本で発売された『Wake Up, Best!』と収録曲は同内容だが、MVと特典映像を収録しているディスクはBlu-rayではなくDVDとなっている。CD盤面やバックインレイでは曲名が日本語表記だが、ライセンス表記はAVEX TAIWAN等に書き換えられている。ケースを覆うキャップでは曲名は中国語で記載。付属のブックレットは日本版と同じだが、曲名と歌詞の中国語訳を記載した簡易版のブックレットが別に付属している。

### Wake Up, Best!2
2016年3月25日発売。発売・販売元はエイベックス・マーケティング。レーベルはDIVE II entertainment。規格品番はCD＋Blu-ray版がEYCA-10770～1/B、CD版がEYCA-10772～3。
2014年9月から同年11月までリリースされたキャラクターソングから、2015年に公開された続・劇場版シリーズまでに使用された歌を収録しているが、少女交響曲やBeyond the Bottomはシングルバージョンは未収録となっている。なお、ワグ・ズーズーは2015年のBEST版に収録されたが再収録している。CD+Blu-ray版と、CD版の2系統が発売され、キャラクターデザイン近岡直によるイラストジャケットになっている（CD+Blu-ray版とCD版では異なる）。 CD+Blu-ray版のBDには少女交響曲とBeyond the Bottomのミュージックビデオとお約束たいそうの映像集が収録された。
収録曲（太字はアルバム初収録曲）
Disc1
1. 素顔でKISS ME【4:29】
  - 歌：Wake Up, Girls!【吉岡茉祐、永野愛理、田中美海、青山吉能、山下七海、奥野香耶、高木美佑】
  - 作詞 - 只野菜摘 / 作曲 - 田中秀和（MONACA） / 編曲 - 広川恵一（MONACA）

2. Regain Brave【4:14】
  - 歌：木高ゆみ（高木美佑）
  - 作詞 - 吉田詩織 / 作曲・編曲 - 神保トモヒロ
  - 続・劇場版 前篇『Wake Up, Girls! 青春の影』挿入歌

3. End of endless【3:53】
  - 歌：mip'o（田中美海）
  - 作詞 - 吉田詩織 / 作曲 - 末岡史靖 / 編曲 - 立山秋航
  - 続・劇場版 前篇『Wake Up, Girls! 青春の影』挿入歌

4. Go for it!【4:33】
  - 歌：ホットドッグ（小林竜之）
  - 作詞 - 只野菜摘 / 作曲・編曲 - 夏目悠一郎
  - 続・劇場版 前篇『Wake Up, Girls! 青春の影』挿入歌

5. プラチナ・サンライズ【5:05】
  - 歌：Wake Up, Girls!【田中美海、青山吉能】
  - 作詞 - 只野菜摘 / 作曲・編曲 - 高橋邦幸（MONACA）

6. セブンティーン・クライシス【4:57】
  - 歌：Wake Up, Girls!【吉岡茉祐、永野愛理、山下七海、奥野香耶、高木美佑】
  - 作詞 - 只野菜摘 / 作曲・編曲 - 広川恵一（MONACA）

7. 地下鉄ラビリンス【5:35】
  - 歌：Wake Up, Girls!【吉岡茉祐、永野愛理、田中美海、青山吉能、山下七海、奥野香耶、高木美佑】
  - 作詞 - 只野菜摘 / 作曲・編曲 - 広川恵一（MONACA）

8. 運命の女神 Team S ver.【5:16】
  - 歌：I-1club Team S【大坪由佳、加藤英美里、津田美波、福原香織】
  - 作詞 - 只野菜摘 / 作曲・編曲 - 広川恵一（MONACA）

9. リトル・チャレンジャー2015 Team S ver.【4:02】
  - 歌：I-1club Team S【大坪由佳、加藤英美里、津田美波、福原香織】
  - 作詞 - 辛矢凡 / 作曲・編曲 - 田中秀和（MONACA）

10. 少女交響曲 Album ver.【5:26】
  - 歌：Wake Up, Girls!【吉岡茉祐、永野愛理、田中美海、青山吉能、山下七海、奥野香耶、高木美佑】
  - 作詞 - 辛矢凡 / 作・編曲 - 田中秀和（MONACA）

11. お約束たいそう【1:29】
  - 歌：片山実波（田中美海）
  - 作詞・作曲・編曲 - 久下真音

Disc2
1. WOO YEAH! 【4:20】
  - 歌：岡本未夕（高木美祐）
  - 作詞 - 只野菜摘 / 作曲・編曲 - 広川恵一（MONACA）

2. ハジマル 【4:52】
  - 歌：島田真夢（吉岡茉祐）
  - 作詞 - 只野菜摘 / 作曲・編曲 - 広川恵一（MONACA）

3. 歌と魚とハダシとわたし【3:37】
  - 歌：片山実波（田中美海）
  - 作詞 - 只野菜摘 / 作曲・編曲 - 永谷喬夫

4. オオカミとピアノ【4:44】
  - 歌：久海菜々美（山下七海）
  - 作詞 - 只野菜摘 / 作曲・編曲 - 田中秀和（MONACA）

5. 可笑しの国 【4:39】
  - 歌：林田藍里（永野愛理）
  - 作詞 - 只野菜摘 / 作曲・編曲 - 高橋邦幸（MONACA）

6. スキ キライ ナイト 【4:55】
  - 歌：菊間夏夜（奥野香耶）
  - 作詞 - 只野菜摘 / 作曲・編曲 - 帆足圭吾（MONACA）

7. ステラ・ドライブ 【4:09】
  - 歌：七瀬佳乃（青山吉能）
  - 作詞 - 只野菜摘 / 作曲・編曲 - 田中秀和（MONACA）

8. ワグ・ズーズー 　【3:37】
  - 歌：Wake Up, Girlzoo!【吉岡茉祐、永野愛理、田中美海、青山吉能、山下七海、奥野香耶、高木美佑】
  - 作詞 - 只野菜摘 / 作曲・編曲 - 高橋邦幸（MONACA）

9. 運命の女神 Team M ver.【5:16】
  - 歌：I-1club Team M【山本希望、明坂聡美、安野希世乃】
  - 作詞 - 只野菜摘 / 作曲・編曲 - 広川恵一（MONACA）

10. リトル・チャレンジャー2015 Team M ver.【4:02】
  - 歌：I-1club Team M【山本希望、明坂聡美、安野希世乃、上田麗奈】
  - 作詞 - 辛矢凡 / 作曲・編曲 - 田中秀和（MONACA）

11. 無限大ILLUSION 　【1:21】
  - 歌：なまはげーず【洞内愛、明石香織、小笠原早紀】
  - 作詞 - 吉田詩織 / 作曲・編曲 - 立山秋航
  - 続・劇場版 後篇『Wake Up, Girls! Beyond the Bottom』挿入歌

12. 止まらない未来【5:09】
  - 歌：I-1club 【山本希望、加藤英美里、津田美波、福原香織、明坂聡美、安野希世乃、上田麗奈】
  - 作詞 - 只野菜摘 / 作曲・編曲 - 広川恵一（MONACA）

13. レザレクション 【5:11】
  - 歌：ネクストストーム【大坪由佳、安済知佳、高野麻里佳、甘束まお】
  - 作詞 - 辛矢凡 / 作曲・編曲 - 帆足圭吾（MONACA）

14. Beyond the Bottom Album ver. 【5:26】
  - 歌：Wake Up, Girls!【吉岡茉祐、永野愛理、田中美海、青山吉能、山下七海、奥野香耶、高木美佑】
  - 作詞 - 辛矢凡 / 作・編曲 - 田中秀和（MONACA）

### Wake Up, Best!3
2018年3月28日発売。発売・販売元はエイベックス・マーケティング。レーベルはDIVE II entertainment。規格品番はCD＋Blu-ray版がEYCA-11695～6/B、CD版がEYCA-11697～8。
2016年9月28日にリリースされたキャラクターソングから、2016年以降に発表されたシングルや『Wake Up, Girls!新章』の主題歌や劇中歌とサウンドトラック収録の2枚組。（Disc1のトラック14~25、Disc2のトラック13~31が「Wake Up, Girls! 新章」サウンドトラックとなっている。）CD+Blu-ray版と、CD版の2系統が発売され、イラストジャケットになっている（CD+Blu-ray版とCD版では異なる）。 CD+Blu-ray版のBDにはTUNAGOのミュージックビデオが初めて収録された。
収録曲（太字はアルバム初収録の歌唱曲）

#### Disc1
1. ゆき模様 恋のもよう【4:45】
  - 歌：Wake Up, Girls!【吉岡茉祐、永野愛理、田中美海、青山吉能、山下七海、奥野香耶、高木美佑】
  - 作詞 - 只野菜摘 / 作曲・編曲 - 広川恵一（MONACA）
2. Knock out【4:50】
  - 歌：I-1club【大坪由佳、小山梨奈、岩田華怜、水原ゆき、山下夏生、立花玲奈、日下部美愛】
  - 作詞 - 只野菜摘 / 作・編曲 - 田中秀和（MONACA）
  - 舞台「Wake Up, Girls！ 青葉の記録」披露曲
3. TUNAGO【5:45】
  - 歌：Wake Up, Girls!【吉岡茉祐、永野愛理、田中美海、青山吉能、山下七海、奥野香耶、高木美佑】
  - 作詞 - 只野菜摘 / 作曲・編曲 - 広川恵一（MONACA）
4. 7 Senses【5:27】
  - 歌：Wake Up, Girls!【吉岡茉祐、永野愛理、田中美海、青山吉能、山下七海、奥野香耶、高木美佑】
  - 作詞 - 只野菜摘 / 作・編曲 - 田中秀和（MONACA）
5. 雫の冠【5:07】
  - 歌：Wake Up, Girls!【吉岡茉祐、永野愛理、田中美海、青山吉能、山下七海、奥野香耶、高木美佑】
  - 作詞 - 只野菜摘 / 作曲・編曲 - 岡部啓一（MONACA）
6. あおばブルース【1:15】
7. 君とプログレス【5:22】
  - 歌：I-1club 【山本希望、加藤英美里、津田美波、福原香織、明坂聡美、安野希世乃、上田麗奈】
  - 作詞 - 只野菜摘 / 作曲・編曲 - 広川恵一（MONACA）
8. 同じ夢を見てる【5:35】
  - 歌：ミツキとヨウコ【大坪由佳、吉岡茉祐】
  - 作・詞曲 - 吉田詩織 / 編曲 - 久下真音
9. 無限大ILLUSION 2017【3:31】
  - 歌：なまはげーず【洞内愛、明石香織、小笠原早紀】
  - 作詞 - 吉田詩織 / 作曲・編曲 - 立山秋航
10. カケル×カケル【4:02】
  - 歌：Run Girls, Run!【林鼓子・森嶋優花・厚木那奈美】
  - 作詞 - 只野菜摘 / 作曲 - 神前暁（MONACA） / 編曲 - 広川恵一（MONACA）
11. Glossy World【3:51】
  - 歌：Vドル：マキナX【三森すずこ】
  - 作詞 - こだまさおり / 作曲 - 山田高弘
12. Jewelry Wonderland【5:21】
  - 歌：I-1club 【山本希望、加藤英美里、津田美波、福原香織、明坂聡美、安野希世乃、上田麗奈】
  - 作詞 - 只野菜摘 / 作曲・編曲 - 広川恵一（MONACA）
13. Polaris【5:08】
  - 歌：Wake Up, Girls!【吉岡茉祐、永野愛理、田中美海、青山吉能、山下七海、奥野香耶、高木美佑】
  - 作詞 - Wake Up, Girls!【吉岡茉祐、永野愛理、田中美海、青山吉能、山下七海、奥野香耶、高木美佑】 /  作・編曲 - 田中秀和（MONACA）
14. 新章【2:18】
15. 自分らしさ【2:33】
16. ファミレス会議【1:36】
17. 暗雲【1:45】
18. 近づいていく距離【2:01】
19. 幸せにするということ【1:42】
20. 消えゆく光【2:12】
21. 気持ちを一つに【1:56】
22. アイキャッチ1【0:05】
23. アイキャッチ2【0:04】
24. アイキャッチ3【0:05】
25. アイキャッチ4【0:04】

#### Disc2
1. outlander rhapsody【4:25】
  - 歌：Wake Up, Girls!【吉岡茉祐、青山吉能、山下七海、奥野香耶】
  - 作詞 - 只野菜摘 /作・編曲 - 永谷たかお
2. タイトロープ ラナウェイ【4:43】
  - 歌：Wake Up, Girls!【永野愛理、田中美海、高木美佑】
  - 作詞 - 只野菜摘 /作・編曲 - 永谷たかお
3. 走り出したencore【4:07】
  - 歌：島田真夢【吉岡茉祐】
  - 作詞 - 吉田詩織 / 作曲 - 永塚健登 /編曲 - 大沢圭一
4. It’s amazing show time☆【4:12】
  - 歌：岡本未夕【高木美祐】
  - 作詞 - 吉田詩織 / 作曲 - ANDW /編曲 - 久下真音
5. それいけオトメ【3:39】
  - 歌：片山実波【田中美海】
  - 作詞 - 吉田詩織 / 作曲 - 屋敷隆一 /編曲 - ハマサキユウジ
6. ヒカリキラリミルキーウェイ【4:07】
  - 歌：林田藍里【永野愛理】
  - 作詞 - 吉田詩織 / 作曲・編曲 - 村カワ基成
7. snuggery【4:15】
  - 歌：久海菜々美【山下七海】
  - 作詞 - 吉田詩織 / 作曲 - 金子麻友美 /編曲 - SHIKI
8. Into The Light【4:05】
  - 歌：菊間夏夜【奥野香耶】
  - 作詞 - 吉田詩織・久下真音 / Rap詞 - バグベア / 作曲・編曲 - バグベア
9. 青い月のシャングリラ【3:59】
  - 歌：七瀬佳乃【青山吉能】
  - 作詞 - 吉田詩織 / 作曲 - 岩井雄太 /編曲 - 久下真音
10. 僕らのフロンティア 【4:41】
  - 歌：Wake Up, Girls!【吉岡茉祐、永野愛理、田中美海、青山吉能、山下七海、奥野香耶、高木美佑】
  - 作詞 - 只野菜摘 /作・編曲 - 広川恵一（MONACA）
11. 恋?で愛?で暴君です!【3:59】
  - 歌：Wake Up, Girls!【吉岡茉祐、永野愛理、田中美海、青山吉能、山下七海、奥野香耶、高木美佑】
  - 作詞 - 畑亜貴 /作・編曲 - 田中秀和（MONACA）
12. One In A Billion -Wake Up, Girls!ver.- 【4:16】
  - 歌：Wake Up, Girls!【吉岡茉祐、永野愛理、田中美海、青山吉能、山下七海、奥野香耶、高木美佑】
  - 作詞 - 藤林聖子 /作曲 - 渡辺未来 /編曲 - R・O・N
13. しゃべりまくり語りまくり【1:54】
14. ブレイクスルー【2:13】
15. 結んで紡いで【1:47】
16. 小さな一歩【1:26】
17. 歯車の狂い【1:32】
18. 輝く星々【2:03】
19. ラストステージへ【1:43】
20. 敏腕社長【1:54】
21. 新たなプロデュース【1:34】
22. アイドル不況【1:43】
23. 逆転の一手【1:43】
24. 新たな芽【1:48】
25. ウォーミングアップ 【1:43】
26. 7人の共同生活【1:45】
27. アイキャッチ5【0:05】
28. アイキャッチ6【0:04】
29. アイキャッチ7【0:05】
30. アイキャッチ8【0:05】
31. アイキャッチ9【0:05】

### Wake Up, Best! MEMORIAL
2019年1月23日発売。声優ユニット『Wake Up, Girls！』の集大成ベストアルバムとしてCD8枚とBlu-rayという内容になっており、Wake Up, Girls！にとっては最後の曲である新曲4曲が収録された。

### Wake Up, Girls! Solo Collection -7 Stars-
インターネット配信のアルバム。2020年1月15日配信開始。2017年の『ソロでイベント、やらせてください！2017』および、2018年の『Wake Up, Girls! Soloevent 2018』で披露され、Wake Up, Girls!のファンクラブ『わぐらぶ』会員限定に発売されたパンフレットに収録されたCDの14曲と、吉岡茉祐が『Wake Up, Girls! Soloevent 2018』の吉岡茉祐プロデュース公演として、2018年3月11日に福島県郡山市のライブでサプライズで初披露し、その後もライブのみで歌ってきた曲『sweet sweet place』を収録。

### Wake Up, Girls！ LIVE ALBUM ～想い出のパレード～
2020年3月4日発売。2019年3月8日にさいたまスーパーアリーナで開催された、声優ユニットWake Up, Girls!の最後のライブ「Wake Up, Girls! FINAL LIVE ～想い出のパレード～」のライブ音源を収録したものとなっている。

## ドラマCD

### アニメディア・メガミマガジン・声優アニメディア合同誌上通販ドラマCD『ショートでごめんね』
学研パブリッシングの雑誌、アニメディア・メガミマガジン、声優アニメディア3誌合同で企画された通販ドラマCDである。主に月刊アニメディア2014年3月号から5月号、メガミマガジン2014年4・5月号、声優アニメディア2014年3月号から5月号において付録となっていた振込用紙を用いて応募することで応募者が全員購入することができるという通販方式で発売された。
シナリオはアニメの幕間を描写しているシーンが多くトラック1は第4話で決まったラジオ番組『ショートでごめんね』の1分ネタをメンバー間で披露する場面を描いており、トラック2は第3話において、実波がギリギリで間に合ったテレビ局のライブイベントの直後を描いている、またトラック3は、I-1クラブのライブ後の反省会の場面を描いており、萌香が出遅れていたことに議題が上がる。時系列としては第6話の少し後にあたる。トラック4はTVアニメ第9話においてWake Up. Girs!の風呂のシーンの際の出来事を描いている。
ジャケットはアニメディア2014年3月号に使用されたイラストを使用し、バックインレイはメガミマガジン2013年8月号、2013年11月号から2014年3月号そして2014年5月号に使用されたWake Up, Girls!のイラストを使用している。
ショートでごめんね【19：11】
1. トラック1【7:38】
2. トラック2【3:18】
3. トラック3【4:32】
4. トラック4【3:43】

出演キャスト
- 島田真夢 - 吉岡茉祐
- 林田藍里 - 永野愛理
- 片山実波 - 田中美海
- 七瀬佳乃 - 青山吉能
- 久海菜々美 - 山下七海
- 菊間夏夜 - 奥野香耶
- 岡本未夕 - 高木美祐
- 岩崎志保 - 大坪由佳
- 近藤麻衣 - 加藤英美里
- 吉川愛 - 津田美波
- 相沢菜野花 - 福原香織
- 鈴木萌香 - 山本希望
- 鈴木玲奈 - 明坂聡美
- 小早川ティナ - 安野希世乃

スタッフ
- 音響監督 - 菊田浩巳
- 音響効果 - 森川永子
- 録音調整 - 山田陽
- 録音助手 - 川村穂、八巻大樹
- 録音スタジオ - スタジオごんぐ
- 音響制作 - 楽音舎
- 音響制作担当 - 高宮城梨江

## Blu-ray等特典CD

### 劇場版『Wake Up, Girls! 七人のアイドル』Blu-ray 初回限定盤特典CD
2014年2月28日発売。タチアガレ!の歌詞カード、またはタチアガレ!のInstrumentalは付属しない。
収録曲
1. タチアガレ!
  - 歌：Wake Up, Girls!【吉岡茉祐、永野愛理、田中美海、青山吉能、山下七海、奥野香耶、高木美佑】
  - 作詞 - 辛矢凡 / 作曲・編曲 - 神前暁
  - 劇場版『Wake Up, Girls! 七人のアイドル』主題歌

#### 劇場版『Wake Up, Girls! 七人のアイドル』シアター限定盤特典CD
同じく2014年2月28日発売。シアター限定版には上記の7人バージョンのタチアガレ!に加え、6人バージョンのタチアガレ!が収録されている。
劇中でプレスされた6人バージョンのタチアガレ!のCDのジャケットが忠実に再現されている。こちらには歌詞カードが収録されている。またタチアガレ!のInstrumentalは同じく収録されない。7人バージョンで吉岡茉祐がソロを担当していたCメロは6人バージョンでは田中美海が担当している。
収録曲
1. タチアガレ!
  - 歌：Wake Up, Girls!【永野愛理、田中美海、青山吉能、山下七海、奥野香耶、高木美佑】
  - 作詞 - 辛矢凡 / 作曲・編曲 - 神前暁

### TVアニメーション『Wake Up, Girls!』Blu-ray

#### 第1巻特典CD
2014年3月28日発売。歌詞カードはブックレットに収録されている。TVアニメ本編中で使用された挿入歌集である。
収録曲
1. あぁ光塚歌劇団
  - 歌：光塚歌劇団【吉岡茉祐、青山吉能】
  - 作詞 - 只野菜摘 / 作曲・編曲 - 高橋邦幸（MONACA）
  - テレビアニメ『Wake Up, Girls!』第8話挿入歌

2. DATTE
  - 歌：小早川ティナ from I-1クラブ【安野希世乃】
  - 作詞 - 只野菜摘 / 作曲・編曲 - 広川恵一（MONACA）
  - テレビアニメ『Wake Up, Girls!』第5話挿入歌

3. あぁ光塚歌劇団 （Instrumental）
4. DATTE （Instrumental）

#### 第2巻特典CD ドラマCDVol.1
2014年5月16日発売の『Wake Up, Girls!』Blu-ray 第2巻に収録された。
Wake Up, Girls!ドラマCD Vol.1
1. トラック1【10:29】
  - キャスト：島田真夢（吉岡茉祐）、林田藍里（永野愛理）、片山実波（田中美海）、七瀬佳乃（青山吉能）、久海菜々美（山下七海）、菊間夏夜（奥野香耶）、岡本未夕（高木美祐）、近藤麻衣（加藤英美里）、岩崎志保（大坪由佳）、吉川愛（津田美波）
  - あらすじ： 食レポロケを終えた真夢と菜々美と実波と天気予報のレポートの仕事を終えた藍里、佳乃、夏夜、未夕たちはテレビ局の会議室で、番組用の新しい自己紹介を考えるために集合する。最初未夕が実演してみせた所、各自それを参考に自己紹介を考えようとする所、I-1クラブの3人が、テレビ局の会議室が全く空いておらずWake Up, Girls!の会議室を訪ねてくる。そこで未夕がI-1クラブの自己紹介を聴いてみたいと言い出し…。

#### 第3巻特典CD ドラマCDVol.2
2014年5月23日発売の『Wake Up, Girls!』Blu-ray 第3巻に収録された。
Wake Up, Girls!ドラマCD Vol.2
1. トラック1【7:21】
  - キャスト：島田真夢（吉岡茉祐）、林田藍里（永野愛理）、片山実波（田中美海）、七瀬佳乃（青山吉能）、久海菜々美（山下七海）、菊間夏夜（奥野香耶）、岡本未夕（高木美祐）、近藤麻衣（加藤英美里）、相沢菜野花（福原香織）、鈴木玲奈（明坂聡美）
  - あらすじ： 結成2年後（アニメ最終話から半年後）を経たWake Up, Girls!、定期ミーティングの議題は、慢心と油断に注意するために初心を忘れないこととなった。まずはI-1クラブが担当している番組の天気予報コーナーを録音したラジオを聴いて、I-1クラブがよどみなく早口ではっきりと伝えていることに、Wake Up, Girls!のメンバーは衝撃を受ける。Wake Up, Girls!は早口言葉の練習をすることになったが…。

#### 第4巻特典CD ドラマCDVol.3
2014年6月27日発売の『Wake Up, Girls!』Blu-ray 第4巻に収録された。。
Wake Up, Girls!ドラマCD Vol.3
1. トラック1【7:16】
  - キャスト：島田真夢（吉岡茉祐）、林田藍里（永野愛理）、片山実波（田中美海）、七瀬佳乃（青山吉能）、久海菜々美（山下七海）、菊間夏夜（奥野香耶）、岡本未夕（高木美祐）、近藤麻衣（加藤英美里）、相沢菜野花（福原香織）
  - あらすじ：収録の合間に次巻が出来休憩をするWake Up, Girls!。その最中テレビ番組でI-1クラブの近藤麻衣、相沢菜野花がシャツとブラウスを歌う。そこで実波がI-1クラブが王者の風格があると賞賛すると、背後に麻衣と菜野花が表れて声をかけられると実波はビックリして絶句してしまう。実波はいつも演歌仲間と上記の番組を見ながら一緒に批評を自分たちでやっているようでWUGメンバーに対しても本気で論評をしてしまう。その後実波は麻衣に壊れて、『コブシ』の実演を求められる…。

#### 第5巻特典CD ドラマCDVol.4
2014年7月25日発売の『Wake Up, Girls!』Blu-ray 第5巻に収録された。
Wake Up, Girls!ドラマCD Vol.4
1. トラック1【11:45】
  - キャスト：島田真夢（吉岡茉祐）、林田藍里（永野愛理）、片山実波（田中美海）、七瀬佳乃（青山吉能）、久海菜々美（山下七海）、菊間夏夜（奥野香耶）、岡本未夕（高木美祐）、岩崎志保（大坪由佳）、近藤麻衣（加藤英美里）、相沢菜野花（福原香織）、鈴木玲奈（明坂聡美）、鈴木萌香（山本希望）
  - あらすじ：事務所に菜々美が光塚歌劇団のDVDを持ちこみ、WUGのメンバーに熱く光塚について語る中、メンバーが娘役か男役に誰が当てはまるかという話に移る。そして光塚歌劇団の映像を見る中、菜々美がWUGのメンバーやI-1クラブのメンバーを含めて娘役か男役に誰が当てはまるかの想像に行き付き、その掛け合いまでも光塚風に妄想してしまう…。

#### 第6巻特典CD ドラマCDVol.5・6
2014年8月24日発売の『Wake Up, Girls!』Blu-ray 第6巻に収録された。今回はタイトルどおり2トラックの別のオーディオドラマが収録されている。
Wake Up, Girls!ドラマCD Vol.5・6
1. トラック1【9:21】
  - キャスト：鈴木玲奈（明坂聡美）、鈴木萌香（山本希望）、小早川ティナ（安野希世乃）、島田真夢（吉岡茉祐）、林田藍里（永野愛理）、片山実波（田中美海）、七瀬佳乃（青山吉能）、久海菜々美（山下七海）、菊間夏夜（奥野香耶）、岡本未夕（高木美祐）
  - あらすじ：仙台でオフ日を満喫しようと街に繰り出した、I-1クラブの萌香、玲奈、ティナは街頭でWUGが自ら配っている、MACANAでのライブ告知チラシを受け取ってしまい、玲奈とティナが乗り気になり、結局3人でライブに行くことに。会場の狭さに驚きつつ、玲奈はI-1クラブ1期生がこのような会場でドサ回りしていた等の裏話をティナと萌香に話す。玲奈とティナはWake Up,Girls!のパフォーマンスについて感心したり批評する中、ライブ中萌香は1人黙りこくりじっとWake Up,Girls!たちを見つめ刺激を受けたが…。

1. トラック2【7:48】
  - キャスト：島田真夢（吉岡茉祐）、林田藍里（永野愛理）、片山実波（田中美海）、七瀬佳乃（青山吉能）、久海菜々美（山下七海）、菊間夏夜（奥野香耶）、岡本未夕（高木美祐）、岩崎志保（大坪由佳）、近藤麻衣（加藤英美里）、吉川愛（津田美波）、相沢菜野花（福原香織）、鈴木玲奈（明坂聡美）、鈴木萌香（山本希望）、小早川ティナ（安野希世乃）
  - あらすじ：WUGとI-1クラブの全員が集まっての大喜利。各自、自分の姓名と名前をよみがな一文字ごと、一つ文章を作るという話で、全員分が終わった後謎かけに移行するが…。

### 劇場版『Wake Up, Girls! 続・劇場版前編  青春の影』Blu-ray 初回限定盤特典CD「Wake Up,Girls!青春の影オリジナル・サウンドトラック/Wake Up, Girls! bvex Nonstop MEGA Mix」
2015年9月25日の劇場公開と同時に一部劇場で発売された「シアター限定版」では特典CD（1）、2015年10月31日発売の初回限定盤Blu-rayでも特典CDとして収録された。内容は続・劇場版前編のオリジナルサウンドトラックであり、劇中BGMとWake Up, Girls! bvex Nonstop MEGA Mixとして、それまでのWUG関連曲の楽曲Mix曲が収録されている。なおBGMのタイトル名と担当者はブックレットに記載されている。収録分数は47分55秒。品番はEYX1-10558B。
1. タチアガレ! 〜Wake Up, Girls! bvex Nonstop MEGA Mix〜【2:57】
2. 言の葉青葉　〜Wake Up, Girls! bvex Nonstop MEGA Mix〜 【2:44】
3. ハジマル 〜Wake Up, Girls! bvex Nonstop MEGA Mix〜 【3:14】
4. 歌と魚とハダシとわたし 〜Wake Up, Girls! bvex Nonstop MEGA Mix〜 【2:28】
5. ステラ・ドライブ 〜Wake Up, Girls! bvex Nonstop MEGA Mix〜 【2:33】
6. 16歳のアガペー 〜Wake Up, Girls! bvex Nonstop MEGA Mix〜 【3:07】
7. GATE 【2:22】
  - 作曲 - 広川恵一

8. 憧れの街へ 【2:49】
  - 作曲 - 田中秀和

9. 余熱 【2:34】
  - 作曲 - 広川恵一

10. 選別 【7:48】
  - 作曲 - 広川恵一

11. アカデミーの日常I（前編未使用曲） 【0:45】
  - 作曲 - 広川恵一

12. アカデミーの日常II（前編未使用曲）【0:50】
  - 作曲 - 田中秀和

13. それぞれの戦い 【2:07】
  - 作曲 - 広川恵一

14. 旧友 【2:02】
  - 作曲 - 広川恵一

15. 右手に思い出を 【2:14】
  - 作曲 - 田中秀和

16. 夢幻の楼閣 【2:44】
  - 作曲 - 高橋邦幸

17. 揺らぐ帝国（前編未使用曲） 【2:10】
  - 作曲 - 田中秀和

18. 優しさとの惜別 【2:11】
  - 作曲 - 広川恵一

19. ただいま迷走中 【2:23】
  - 作曲 - 田中秀和

20. 天才の憂鬱 【2:03】
  - 作曲 - 広川恵一

21. 厳しき都 【2:37】
  - 作曲 - 高橋邦幸

#### 『Wake Up, Girls!続・劇場版前編 青春の影』シアター限定盤特典CD ちょっとだけ物語の続きのドラマCD
2015年9月25日の劇場公開と同時に一部劇場で発売された『劇場版Wake Up,Girls!青春の影』Blu-rayシアター限定版に収録された特典CDである。副題は『やっぱ、このままじゃ、終われないよね!』。上記の特典CDに加えて収録されている。収録時間は25分12秒。品番はEYX1-10558C。脚本等のスタッフのクレジットは為されていない。
1. トラック1【25:12】
  - キャスト：島田真夢（吉岡茉祐）、林田藍里（永野愛理）、片山実波（田中美海）、七瀬佳乃（青山吉能）、久海菜々美（山下七海）、菊間夏夜（奥野香耶）、岡本未夕（高木美祐）、松田耕平（浅沼晋太郎）
  - あらすじ：早坂プロデューサーから『少女交響曲』の歌をもらったWake Up,Girls!は、石神井公園で練習を続けていた。時間を忘れてとっぷり日を超えるほどの夜更けまでその場で練習していたWUGメンバーは終電をのがしたことに気づく。松田に連絡を取ろうとするも全員の携帯電話が電池切れを起こして連絡を取れなくなってしまい、かつタクシーを捕まえるお金もない。とりあえず歩いて逗留しているホテルへ向かい善後策を考えるメンバーだったが…。

### 劇場版『Wake Up, Girls! 続・劇場版後編  Beyond the Bottom』Blu-ray 初回限定盤特典CD「Wake Up,Girls!Beyond the Bottom/Wake Up, Girls! bvex Nonstop MEGA Mix」
2015年12月11日の劇場公開と同時に一部劇場で発売された「シアター限定版」では"特典CD（1）"、2015年1月26日発売の初回限定盤Blu-rayでも"特典CD"として収録された。内容はWake Up, Girls! bvex Nonstop MEGA Mixとして、それまでのWUG関連曲のうちキャラソンを中心とした楽曲のMix曲を収録している。収録分数は16分2秒。品番はEYX1-10561B。
1. 7 Girls War 〜Wake Up, Girls! bvex Nonstop MEGA Mix〜【2:49】
2. WOO YEAH!　〜Wake Up, Girls! bvex Nonstop MEGA Mix〜 【2:48】
3. 可笑しの国 〜Wake Up, Girls! bvex Nonstop MEGA Mix〜 【2:22】
4. オオカミとピアノ 〜Wake Up, Girls! bvex Nonstop MEGA Mix〜 【3:06】
5. スキ キライ ナイト〜Wake Up, Girls! bvex Nonstop MEGA Mix〜 【3:06】
6. 極上スマイル 〜Wake Up, Girls! bvex Nonstop MEGA Mix〜 【2:49】

#### 『続・劇場版後編 Wake Up,Girls! Beyond the Bottom』』シアター限定盤特典CD ちょっとだけ物語の続きのドラマCD
2015年12月11日の劇場公開と同時に一部劇場で発売された『続・劇場版後編 Wake Up,Girls! Beyond the Bottom』Blu-rayシアター限定版に収録された特典CDである。副題は『やっぱ、このままじゃ、終われないよね!2』。上記の特典CDに加えて収録されている。収録時間は29分43秒。品番はEYX1-10561C。脚本等のスタッフのクレジットは為されていない。
1. トラック1【29:43】
  - キャスト：島田真夢（吉岡茉祐）、林田藍里（永野愛理）、片山実波（田中美海）、七瀬佳乃（青山吉能）、久海菜々美（山下七海）、菊間夏夜（奥野香耶）、岡本未夕（高木美祐）、松田耕平（浅沼晋太郎）、丹下順子（日高のり子）
  - あらすじ：優勝後、更衣室内で喜び合うメンバーたち、その後ホテルに帰ると優勝の副賞の話題になった。知っていた真夢と佳乃は他のメンバーに優勝の副賞が1億円ということを伝え知らなかったメンバーは驚愕する。そこから各メンバーが1億をどう使いたいかという話になり…。